# 제2차 세계 대전의 캐나다

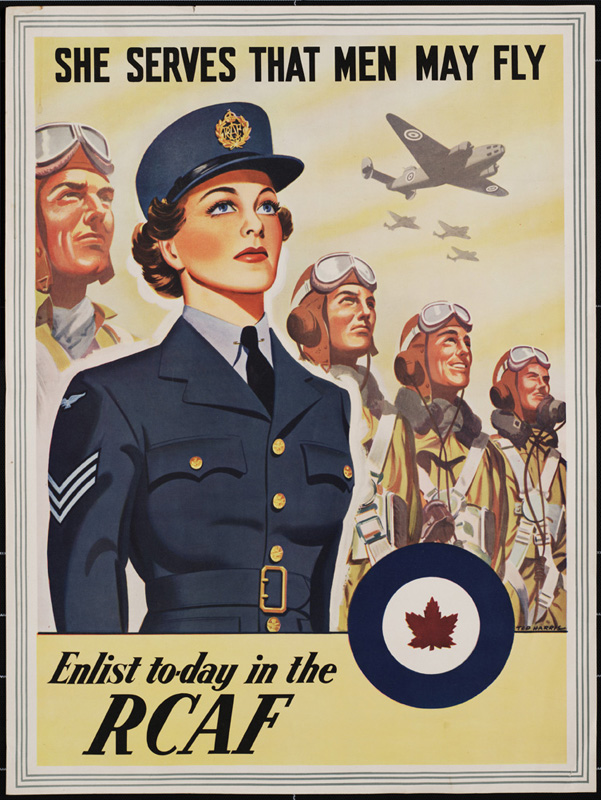
1941년 캐나다 왕립 공군 여성 사단 모집 포스터

제2차 세계 대전 기간의 캐나다 역사는 1939년 9월 1일 나치 독일의 폴란드 침공으로 시작된다. 캐나다군은 결국 거의 모든 전구에서 활동했지만, 대부분의 전투는 이탈리아, 북서유럽, 그리고 북대서양에 집중되었다. 1941년 인구 조사 기준 11,506,655명 중 총 110만 명의 캐나다인이 캐나다 육군, 캐나다 왕립 해군, 캐나다 왕립 공군에 복무했으며, 제국 전역의 군대에서 약 42,000명이 사망하고 55,000명이 부상당했다.
전쟁 중 캐나다는 세인트로렌스 전투와 브리티시컬럼비아주 밴쿠버섬 에스테반 포인트 등대 포격으로 직접적인 공격을 받았다.
재정적 비용은 1939년부터 1950년까지 $218억이었다. 전쟁이 끝날 무렵 캐나다는 세계에서 네 번째로 큰 공군과 세 번째로 큰 해군을 보유했다. 캐나다 상선대는 대서양을 가로질러 25,000회 이상의 항해를 완료했으며, 영국 연방 항공 훈련 계획을 통해 연합군 조종사 130,000명이 캐나다에서 훈련을 받았다. 1944년 6월 6일 노르망디 상륙 작전에서 제3캐나다사단은 연합군과 협력하여 주노 해변에 상륙했다. 캐나다는 몬트리올 연구소를 통해 맨해튼 계획에 기여했다. 제2차 세계 대전은 1944년 징병 위기를 포함하여 캐나다에 상당한 문화적, 정치적, 경제적 영향을 미쳤고, 이는 프랑스어 사용자와 영어 사용자 간의 단결에 영향을 미쳤다. 전쟁 노력은 캐나다 경제를 강화하고 캐나다의 국제적 위상을 높였다.

## 준비
캐나다는 대영 제국에서 가장 오래된 자치령이었지만, 대부분은 전쟁에 참전하기를 꺼려했다. 1,100만에서 1,200만 명 사이의 인구를 가진 캐나다는 결국 매우 상당한 규모의 군대를 양성했다. 전체 캐나다 인구의 약 10%가 군대에 입대했으며, 그 중 징집된 비율은 극히 일부에 불과했다. 1930년대 대공황의 오랜 투쟁 끝에 제2차 세계 대전의 도전은 캐나다가 현대 도시 및 산업 국가로 전환하는 과정을 가속화했다.
캐나다는 영국이 1932년에 포기한 후에도 국방비를 삭감하는 영국의 십 년 규칙을 비공식적으로 따랐다. 거의 20년 동안 방치되어 온 캐나다군은 1939년에 작고, 장비가 열악하며, 대부분 전쟁에 대비되어 있지 않았다. 킹 정부는 1936년에 지출을 늘리기 시작했지만, 그 증가는 인기가 없었다. 정부는 이를 주로 캐나다 방어를 위한 것이라고 설명해야 했으며, 해외 전쟁은 "이 나라의 부차적인 책임이지만, 궁극적으로 훨씬 더 큰 노력이 필요할 수 있다"고 언급했다. 1938년의 주데텐 위기로 인해 연간 지출이 거의 두 배로 늘어났다. 그럼에도 불구하고 1939년 3월에 영구 상비군 (또는 영구군 (PF), 캐나다의 상비군)은 장교와 사병이 4,169명에 불과했으며, 비영구 상비군 (캐나다 예비군)은 1938년 말에 51,418명이었고, 대부분 1918년식 무기로 무장했다. 1939년 3월 캐나다 왕립 해군은 장교 309명과 해군 사병 2,967명, 캐나다 왕립 공군은 장교 360명과 항공병 2,797명을 보유했다.:2–5
국무부 외무부 차관 오스카 D. 스켈튼은 정부의 전쟁 정책을 밝혔다. 주요 내용은 다음과 같다.
- 영국 및 프랑스와 협의하고, "마찬가지로 중요한 것은 워싱턴과의 신중한 협의."
- 캐나다 방어, 특히 태평양 연안 방어에 우선순위를 둔다.
- 뉴펀들랜드 및 서인도 제도를 지원할 수 있다.
- 캐나다 왕립 공군은 해외에서 가장 먼저 복무해야 한다.
- 캐나다는 군수품, 원자재, 식량을 제공함으로써 동맹국에 "가장 효과적으로" 봉사할 수 있다.[10]:9

킹 내각은 1939년 8월 24일 이 정책을 승인했으며, 9월에는 비용 문제 등으로 인해 참모총장의 해외 복무를 위한 두 개 육군 사단 창설 제안을 부결시켰다. 그의 "온건한" 전쟁 전략은 곧 두 번의 선거에서 국가적 및 양어적인 지지를 얻었다. 모리스 듀플레시 퀘벡 주총리가 반전 공약으로 선거를 소집했을 때, 퀘벡 자유당 소속의 아델라르 고드부가 1939년 10월 26일 다수당이 되었다. 온타리오 입법부가 정부가 "캐나다 국민이 보고 싶어 하는 강력한 방식으로" 전쟁을 수행하지 않는다고 비판하는 결의안을 통과시켰을 때, 킹은 연방 의회를 해산했고, 1940년 3월 26일의 결과 선거에서 그의 자유당은 역사상 가장 큰 다수당이 되었다.:9–11

## 전쟁 발발

### 선전포고

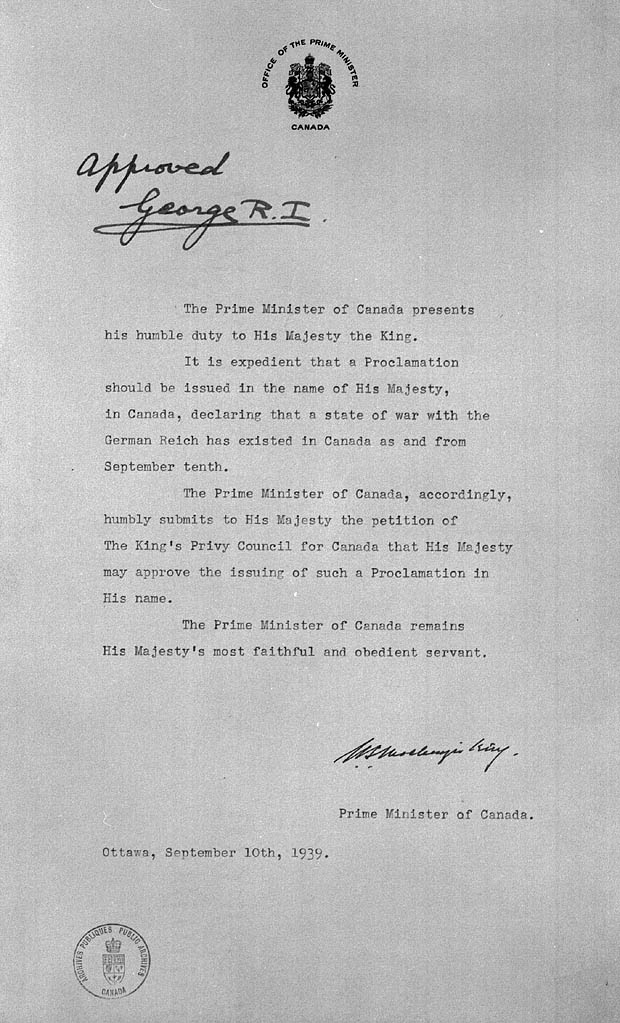
매켄지 킹 총리가 조지 6세 국왕에게 독일에 대한 선전포고를 요청하는 모습

영국이 1914년 8월 독일에 선전포고했을 때, 캐나다는 국내 문제에만 전권을 가진 대영 제국의 자치령이었으므로 자동으로 제1차 세계 대전에 참전했다. 전쟁 후 캐나다 정부는 국가와 프랑스계 캐나다인 및 영국계 캐나다인을 분열시킨 1917년 징병 위기의 재발을 피하고 싶어 했다. "의회가 결정할 것이다"라고 선언하며, 윌리엄 라이언 매켄지 킹 총리는 1922년 차나크 위기에 참여하는 것을 피했는데, 부분적으로는 캐나다 의회가 회기 중이 아니었기 때문이다.
1931년 웨스트민스터 헌장은 캐나다에 외교 정책의 자율성을 부여했다. 영국이 1939년 9월 제2차 세계 대전에 참전했을 때, 일부 전문가들은 캐나다가 여전히 영국의 선전포고에 구속된다고 주장했는데, 이는 영국이 공동 군주의 이름으로 선전포고했기 때문이었다. 그러나 킹 총리는 다시 "의회가 결정할 것이다"라고 말했다.:2
1936년에 킹은 의회에 "우리나라는 제가 생각하기에 경고할 정도로 국제적인 상황에 휘말리고 있다"라고 말했다.:2 정부와 대중 모두 유럽 전쟁에 참여하는 것을 꺼려했는데, 부분적으로는 1917년의 징병 위기 때문이었다. 킹과 야당 대표 로버트 제임스 매니온은 모두 1939년 3월 해외 복무를 위한 징병에 반대한다는 입장을 밝혔다. 그럼에도 불구하고 킹은 미국이 참전하든 안 하든 캐나다가 제국의 전쟁에 참여할 것이라는 1923년의 견해를 바꾸지 않았다. 1939년 8월까지 그의 내각은 프랑스계 캐나다인을 포함하여 뮌헨 위기 때에는 그렇지 않았을 방식으로 전쟁에 대해 단결했지만, 내각 구성원과 국가 모두 캐나다의 참여가 "제한적"일 것이라는 기대를 부분적으로 근거로 지지를 보냈다.:5–8

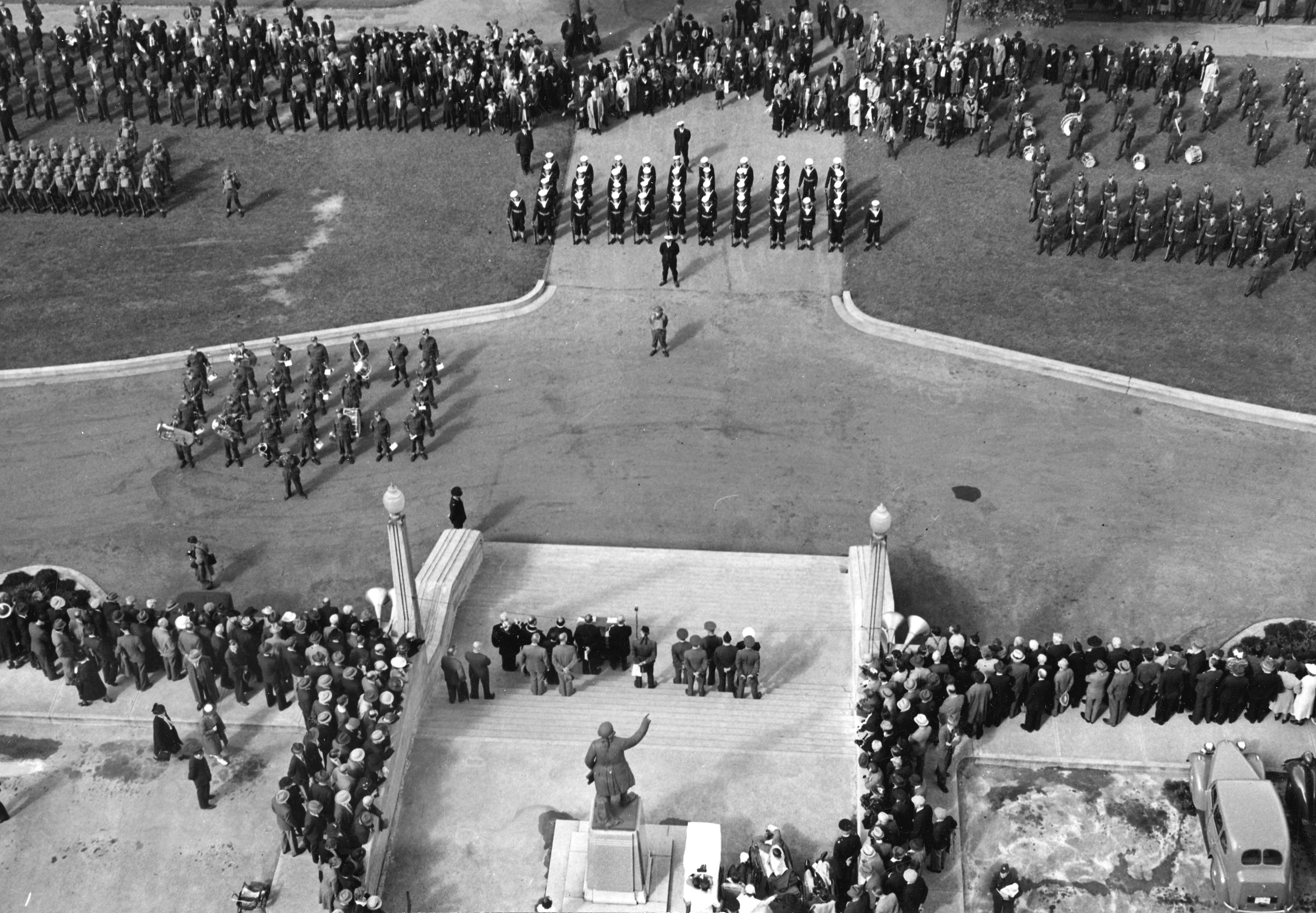
1939년 9월 10일 브리티시컬럼비아 부지사가 캐나다의 참전을 발표하는 모습

1939년 9월 1일 폴란드 침공 이전에 캐나다가 전쟁에 참여하기로 결정할 것이 분명했다. 영국이 1939년 9월 3일 선전포고한 지 4일 후, 의회가 특별 회기에 소집되었고 킹과 매니온 모두 캐나다가 영국을 따르는 것을 지지한다고 밝혔지만, 캐나다가 자발적으로 참전하는 것이며 전쟁에 참여할 의무가 없음을 보여주기 위해 즉시 선전포고하지는 않았다. 전쟁이 갑작스러웠던 1914년과 달리, 정부는 물가통제, 배급, 검열 등 다양한 조치를 준비했으며, 1914년의 전쟁 조치법이 재시행되었다. 이틀간의 논의 끝에 캐나다 하원은 1939년 9월 9일 정부 시정 연설에 대한 답변서를 승인하여 킹 정부에 선전포고 권한을 부여했다. 소수의 퀘벡 의원들은 법안 개정을 시도했고, CCF 당수인 J. S. 우즈워스는 그의 당 일부가 반대한다고 밝혔다. 우즈워스는 이 법안에 반대 투표한 유일한 의원이었다. 캐나다 상원도 같은 날 법안을 통과시켰다. 캐나다 내각은 그날 밤 전쟁 선포를 초안했으며, 캐나다 총독 트위즈뮤어 경이 9월 10일 서명했다. 조지 6세는 9월 10일 캐나다의 독일에 대한 선전포고를 승인했다. 캐나다는 이후 이탈리아 (1940년 6월 11일), 일본 (1941년 12월 7일), 그리고 다른 추축국에도 선전포고했으며, 웨스트민스터 헌장이 캐나다에 그러한 주권적 권한을 부여한다는 원칙을 확립했다.

### 동원 및 배치

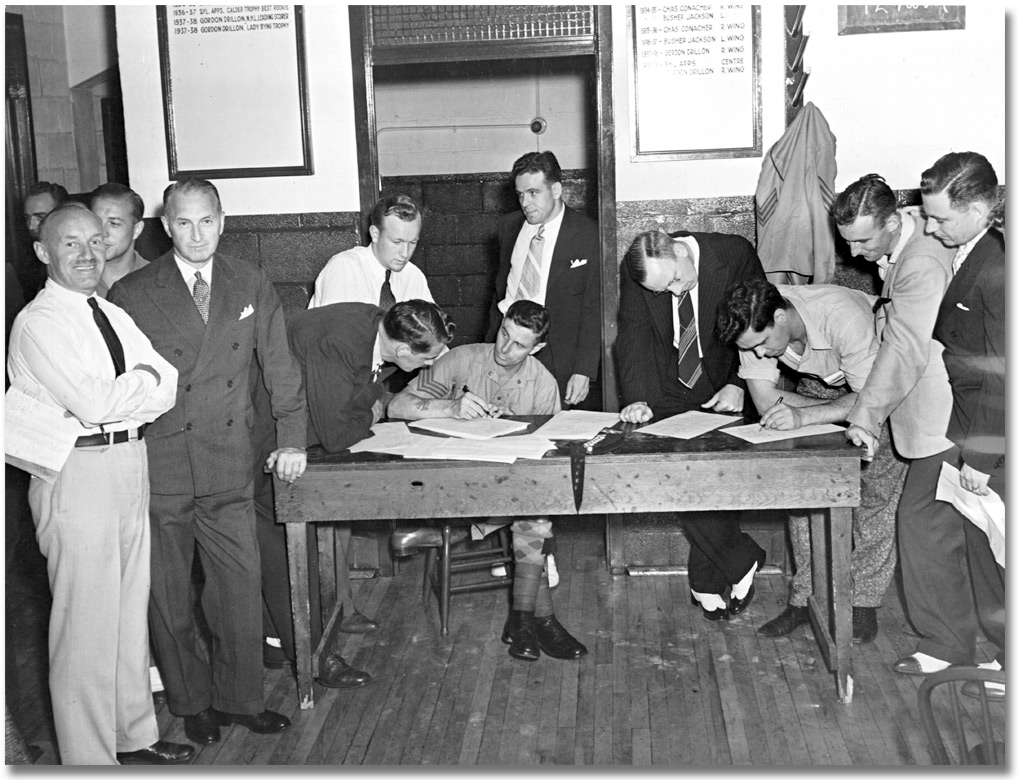
1939년 토론토 메이플 리프 가든스의 모집소

전쟁이 발발했을 때, 유럽 전쟁에 대한 캐나다의 기여는 정부에 의해 1개 사단으로 제한되었고, 본토 방어를 위한 1개 사단은 예비로 남겨졌다. 그럼에도 불구하고 캐나다군의 최종 규모는 전쟁 전 시기에 상상했던 소위 동원 "계획"을 크게 초과했다. 전쟁 기간 동안 육군은 730,000명, 공군은 260,000명, 해군은 115,000명의 병력을 모집했다. 또한 수천 명의 캐나다인이 영국 왕립 공군에서 복무했다. 캐나다 육군의 약 절반과 공군의 4분의 3은 결코 본국을 떠나지 않았는데, 이는 호주, 뉴질랜드, 미국의 병력 약 4분의 3이 해외에 배치된 것과 비교된다. 그러나 전쟁이 끝날 무렵 110만 명의 남녀가 캐나다를 위해 군복무를 했다. 해군은 1939년 불과 몇 척의 함선에서 3척의 항공모함과 2척의 순양함을 포함한 400척 이상의 함선으로 성장했다. 이러한 해군력은 전쟁 내내 대서양 횡단 항로를 개방하는 데 기여했다.
부분적으로 이는 매켄지 킹의 "제한된 책임" 정책과 캐나다 산업 전쟁 노력의 노동 요구를 반영했지만, 전쟁의 객관적인 상황도 반영했다. 프랑스가 패배하고 점령당하면서 1944년 6월 노르망디 상륙이 발생하기 전까지는 제1차 세계 대전의 서부 전선에 해당하는 제2차 세계 대전은 없었다. 캐나다는 348명의 병력을 파견했지만, 북아프리카와 지중해 전구의 병력 요구는 비교적 적었고 영국 및 기타 대영 제국/영연방 군대가 쉽게 충족시켰다.

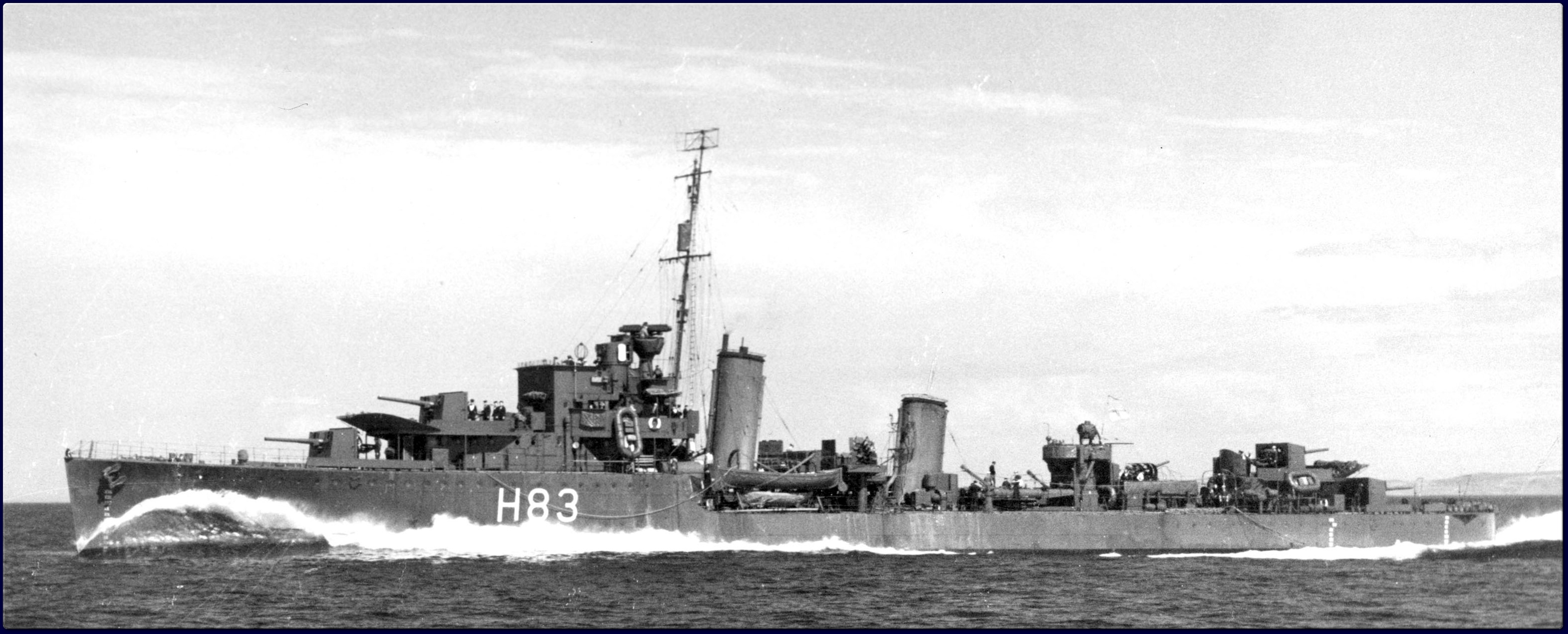
세인트로렌트는 캐나다 선전포고 6일 만에 HX 1 호송선단을 이끌고 출항했다.

전쟁에 대한 대응은 처음에는 제한적이었지만, 자원은 빠르게 동원되었다. HX 1 호송 선단은 국가가 선전포고한 지 불과 6일 만에 핼리팩스를 떠났고, HMCS 세인트로렌트와 HMCS 사귀네이의 호위를 받았다. 제1캐나다사단은 1940년 1월 1일 영국에 도착했다. 1940년 6월 13일까지 헤이스팅스 및 프린스에드워드 연대의 제1대대는 벨기에 주둔 영국 원정군의 남부 측면을 확보하기 위해 프랑스에 배치되었다. 대대가 도착했을 때 영국군과 연합군은 됭케르크에서 차단되었고 파리는 함락되었으며, 내륙으로 200km를 진격한 후 대대는 브레스트로 돌아온 후 영국으로 귀환했다.

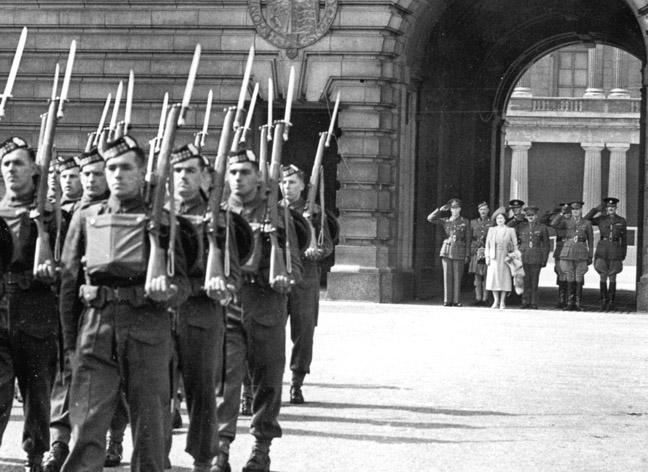
캐나다 국왕 조지 6세와 그의 배우자 엘리자베스 왕비가 1939년 12월 버킹엄궁에서 토론토 스코티시 연대가 국왕 수비대에 배치될 때 경례하는 모습

1942년 8월 디에프 기습을 제외하고, 좌절한 캐나다 육군은 1943년 여름 시칠리아 침공이 발생하기 전까지 유럽 작전 전구에서 중요한 교전을 벌이지 않았다. 시칠리아 전역에서 캐나다군은 전투에 참여할 기회를 얻었고 나중에 로마 해방에 처음으로 참여했다.
캐나다는 진주만 공격 이전에 적극적으로 전쟁에 참여한 아메리카 유일한 국가였다.
캐나다의 전쟁 지지는 이프 데이를 포함한 선전 캠페인을 통해 동원되었는데, 이는 위니펙에 대한 가짜 나치 침공으로 300만 달러 이상의 전쟁 채권을 모금했다.

## 초기 전역
영국은 캐나다와 정기적으로 협의했지만, 전쟁 첫 9개월 동안 두 나라의 전쟁 계획을 사실상 책임졌다. 두 국가 모두 캐나다 자체의 방어를 진지하게 계획하지 않았다. 캐나다의 훈련, 생산, 장비는 유럽 전투에 중점을 두었다. 캐나다의 주요 역할은 식량, 원자재를 공급하고 1939년 9월 26일 영국이 제안한 영국 연방 항공 훈련 계획을 통해 제국 전역의 조종사를 훈련시키는 것이었으며, 제1차 세계 대전처럼 수십만 명의 병력을 해외로 파견하는 것은 아니었다.

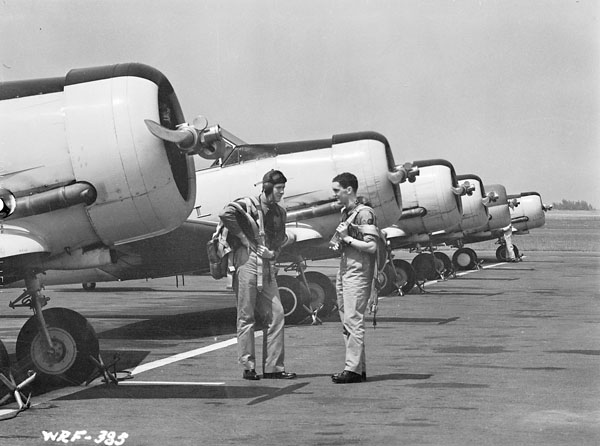
온타리오주 업랜드에 있는 영국 연방 항공 훈련 계획 (BCAT) 시설. BCAT 졸업생의 절반 이상이 캐나다인이었다.

영국은 캐나다가 해외로 병력을 파견하는 것을 전혀 원하지 않았을 수도 있다. 캐나다 정부는 이에 동의했는데, 그렇게 하면 징병이 필요하게 될 수 있고, 1917년 위기를 초래했던 프랑스계 캐나다인 문제의 재발을 원치 않았기 때문이다. 대중 여론으로 인해 킹은 1939년 말 제1캐나다사단을 파견하게 되었는데, 이는 영국의 의지에 반하는 것일 수도 있지만, 항공 훈련 제안이 10일 일찍 도착했다면 그 해에는 어떤 캐나다군도 북미를 떠나지 않았을 수도 있다. 캐나다는 그 외에는 영국과 전적으로 협력하여 소규모 캐나다 왕립 공군 (RCAF) 인력의 90%를 영국 연방 항공 훈련 계획에 할애했다. 전쟁이 시작될 때 연간 125명의 조종사를 훈련시키던 이 부대는 이제 계획에 따라 4주마다 1,460명의 항공병을 배출했으며,:252 이는 역사상 가장 큰 공군 훈련 프로그램이었다. 1940년 10월부터 1945년 3월까지 캐나다의 공군 기지에서 49,808명의 조종사를 포함하여 131,553명의 공군 인력이 훈련을 받았다. BCAT 졸업생의 절반 이상은 RCAF 및 영국 왕립 공군 (RAF)에서 복무한 캐나다인이었다. 유럽에서 비행하는 영국 왕립 공군 폭격사령부의 6개 그룹 중 하나는 캐나다인이었다.
1937년 두 나라는 캐나다에서 제조되는 모든 캐나다 군사 장비가 영국 설계를 사용할 것에 합의했다. 이는 캐나다군이 영국군과 함께 싸울 것이므로 두 군대가 장비를 공유해야 한다고 합리적으로 가정했지만, 또한 캐나다가 대서양 건너편의 공급원에 부품을 의존하게 되는 결과를 낳았다. 캐나다의 제조 방식과 도구는 영국이 아닌 미국 설계를 사용했으므로 계획을 구현하려면 캐나다 공장의 완전한 변경이 필요했을 것이다. 그러나 전쟁이 시작되자 영국 회사는 캐나다에 설계를 제공하는 것을 거부했고 영국은 캐나다 군사 장비 생산에 관심이 없었다. (캐나다가 1940년 초에 자국 공장이 제1캐나다사단에 제공된 영국 장비를 대체할 수 있다고 제안했을 때, 영국은 캐나다가 연대 배지를 제공할 수도 있다고 답했다.) 영국은 캐나다에 미국보다 우선권을 주었지만, 캐나다는 1939년에 군사 생산 능력이 거의 없었고 영국은 캐나다 달러가 부족했다.:31,494 1940년 6월 12일까지 킹 정부와 캐나다 제조업체 협회는 영국과 프랑스 정부에 "작은 실험적 주문"을 중단하고 "캐나다 공장이 공급원으로서 훨씬 더 큰 규모로 활용될 수 있도록" "군수품 및 보급품의 절박한 필요성을 조기에 알려달라"고 요청했다.

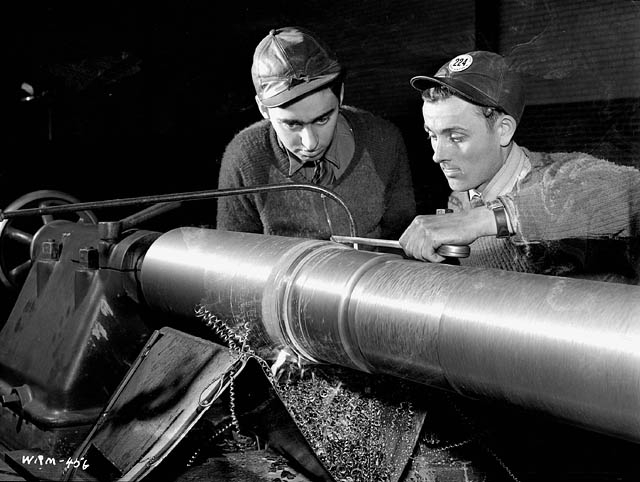
1940년 소렐에서 QF 4인치 해군포 Mk XVI를 가공하는 노동자들.

이 상황은 1940년 5월 24일 프랑스 전투 중에 영국이 캐나다에 더 이상 장비를 제공할 수 없다고 통보하면서 바뀌기 시작했다. 48시간 후, 영국은 캐나다에 장비를 요청했다. 5월 28일, 7척의 캐나다 구축함이 영국 해협으로 항해했고, 캐나다의 대서양 연안을 방어할 프랑스 잠수함은 단 두 척만 남았다. 캐나다는 또한 5천만에서 6천만 발의 소화기 탄약과 75,000정의 로스 소총을 보냈고, 그 결과 자체적으로 부족함을 겪었다. 항공 훈련 계획의 첫 졸업생들은 미래 학생들을 위한 교관이 될 예정이었지만, 영국의 위험 때문에 즉시 유럽으로 파견되었다. 영국 장비 공급 중단은 훈련 계획을 위협했고, 킹은 프랭클린 D. 루스벨트 미국 대통령에게 북미 방어에 도움이 될 것이라고 말하며 항공기와 엔진을 요청해야 했다.:35–36
프랑스 함락이 임박해지자 영국은 캐나다에게 북미, 대서양, 카리브해의 전략적 요충지에 추가 병력을 신속히 제공해 줄 것을 요청했다. 1939년부터 이미 주둔하고 있던 캐나다 구축함 외에도, 캐나다는 1940년 5월부터 서인도 제도 방어를 지원하기 위해 병력을 제공했으며, 여러 중대가 버뮤다, 자메이카, 바하마, 영국령 기아나에서 전쟁 내내 복무했다.
캐나다군은 프랑스 공방전에서 작은 역할을 수행했으며, 제1캐나다보병여단은 제2 영국 원정군의 일부로 브레스트에 배치되었다. 이 여단은 6월 14일 르망으로 진격했지만, 6월 18일 브레스트와 생말로에서 영국으로 철수했다. 캐나다 왕립 해군은 사이클 작전 및 에리엘 작전으로 알려진 일련의 해상 작전에서 영국 원정군, 제1캐나다사단 및 추가 연합군 병력의 철수를 지원했다.

### 영국의 방어

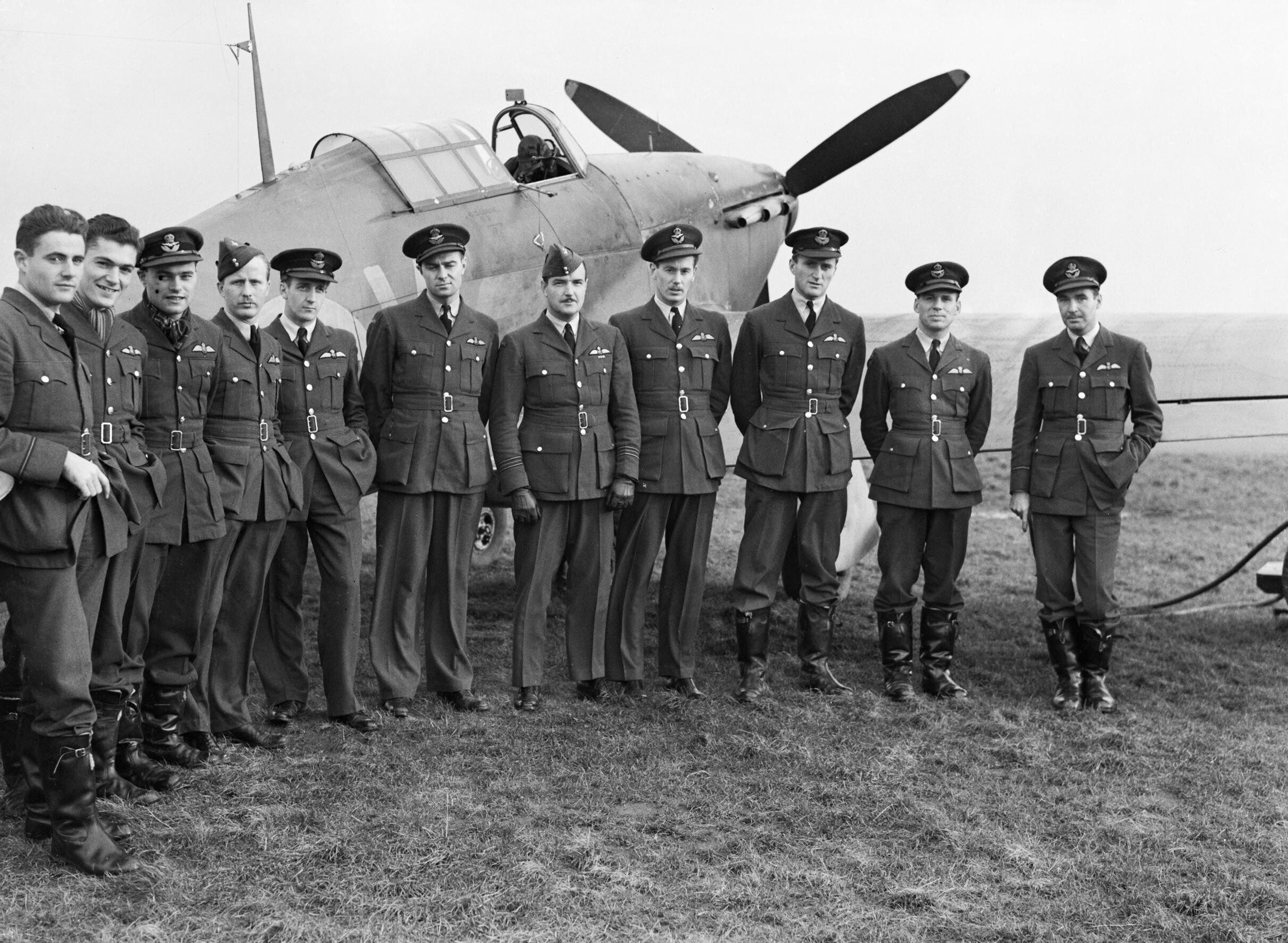
1940년 10월 영국에 주둔한 제1 캐나다 왕립 공군 비행대대 조종사들. 이 비행대대는 영국 본토 항공전 직전인 1940년 6월 영국에 배치되었다.

1940년 6월 프랑스 함락부터 1941년 6월 독일의 소련 침공까지, 캐나다는 영국에 시급한 식량, 무기, 전쟁 물자를 해상 호송선과 공수를 통해 공급했으며, 영국 본토 항공전과 영국 대공습에서 싸운 조종사와 비행기도 공급했다. 영국 본토 항공전 기간 동안 88명에서 112명의 캐나다 조종사가 영국 왕립 공군에서 복무했으며, 대부분은 자발적으로 영국에 왔다. 정치적 필요성 때문에 "완전히 캐나다적인" 비행대대인 제242 영국 왕립 공군 비행대대는 전쟁 시작 시 영국 연방 항공 훈련 계획에 따라 창설되었고, 이 비행대대는 프랑스 공방전에서 복무했다. 이들은 나중에 1940년 6월 영국 본토 항공전 중 제1 캐나다 왕립 공군 비행대대에 합류하여 8월에 치열한 전투를 벌였다. 1940년 10월 전투가 끝날 무렵 23명의 캐나다 조종사가 사망했다. 캐나다 왕립 공군 소속 비행대대와 영국 왕립 공군 소속 캐나다 조종사들은 슈퍼마린 스핏파이어 및 호커 허리케인 전투기를 조종하며 영국 본토 항공전에서 탁월한 활약을 펼쳤다. 1943년 1월 1일까지 영국에는 영국 왕립 공군 폭격사령부 내 8개 폭격 그룹 중 하나인 제6 캐나다 왕립 공군 비행대대를 구성하기에 충분한 캐나다 왕립 공군 폭격기와 승무원이 있었다. 만약 1941년에 독일의 영국 침공 계획이 실행되었다면, 나중에 제1캐나다군단으로 알려지게 된 부대들이 이미 영국 해협과 런던 사이에 배치되어 이들을 맞이할 준비가 되어 있었다.

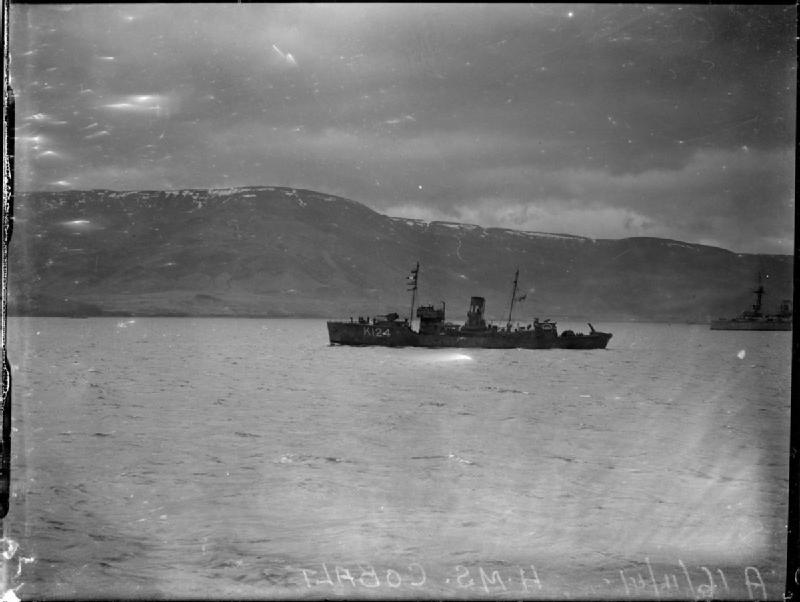
아이슬란드 크발피외르뒤르 근처의 HMCS 코발트. 캐나다는 1940년 6월 영국의 아이슬란드 침공 이후 아이슬란드를 점령했다.

프랑스 항복 후 영국은 캐나다에게 독일의 북미 침공이 불가능하지 않으며, 캐나다인들이 그에 따라 계획해야 한다고 말했다. 1940년 6월부터 캐나다는 자국 방어를 영국 지원만큼이나 중요하게, 어쩌면 조금 더 중요하게 여겼다. 캐나다군은 독일에서 가장 가까운 북미 지역인 캐나다 동부 해안의 뉴펀들랜드 식민지 방어에 파견되었다. 영국 제도로 가는 육상 연결 통로 상실을 우려하여 캐나다는 아이슬란드 점령도 요청받았고, 1940년 6월부터 1941년 봄까지 초기 영국 침공에 이어 이를 실행했다. 캐나다는 또한 미국 방식과 도구를 사용하여 군사 장비를 생산했다. 비용은 더 이상 문제가 아니었다. 6월 24일 킹 정부는 캐나다 역사상 최초의 10억 달러 예산을 제시했다. 이는 1939-1940 회계연도의 1억 2600만 달러와 비교하여 7억 달러의 전쟁 경비를 포함했다. 그러나 전쟁은 전반적인 경제를 캐나다 역사상 가장 강력하게 만들었다. 야당의 지지 속에서 국가 자원 동원법은 캐나다 전역에 징병제를 시작했다. 1917년 위기를 촉발시킨 문제를 피하기 위해 징집된 캐나다인들은 자원하지 않는 한 해외로 파견될 수 없었다. 그럼에도 불구하고 많은 사람들은 어떤 형태의 징병에도 완강히 반대했다. 1940년 8월 몬트리올 시장 카밀리앵 후데가 징병에 반대하자 그는 체포되어 수용소에 수감되었다.:32–33
미국 정부도 독일의 유럽 승리가 북아메리카에 미칠 결과를 우려했다. 먼로주의 때문에 미국 군부는 오랫동안 캐나다에 대한 어떤 외국의 공격도 미국 공격과 동일하게 간주했다. 루스벨트 행정부의 유럽 원조를 비판한 미국 고립주의자들은 캐나다 지원을 비판할 수 없었는데, 1940년 여름 미국인 대상 설문조사에서 81%가 방어를 지지하는 것으로 나타났다. 고립주의적인 시카고 트리뷴이 6월 19일 군사 동맹을 옹호한 것은 캐나다를 놀라게 하고 기쁘게 했다. 킹을 통해 미국은 영국에 영국 왕립 해군을 제국 전역에 분산시켜 독일이 통제할 수 없도록 요청했다. 1940년 8월 16일, 킹은 오그덴스버그 국경 마을에서 루스벨트와 만났다. 오그덴스버그 협정을 통해 그들은 양국의 공동 방어를 계획하고 전쟁 후에도 계속 존재할 조직인 영구 공동 방위 위원회를 창설하기로 합의했다. 1940년 가을 영국 패배가 너무나 가능성이 높게 보이자 공동 위원회는 독일이 유럽에서 승리할 경우 캐나다군 지휘권을 미국에 부여하기로 합의했다. 1941년 봄, 군사 상황이 개선됨에 따라 캐나다는 미국이 전쟁에 참여할 경우 캐나다군에 대한 미국의 통제를 수용하는 것을 거부했다.

### 뉴펀들랜드

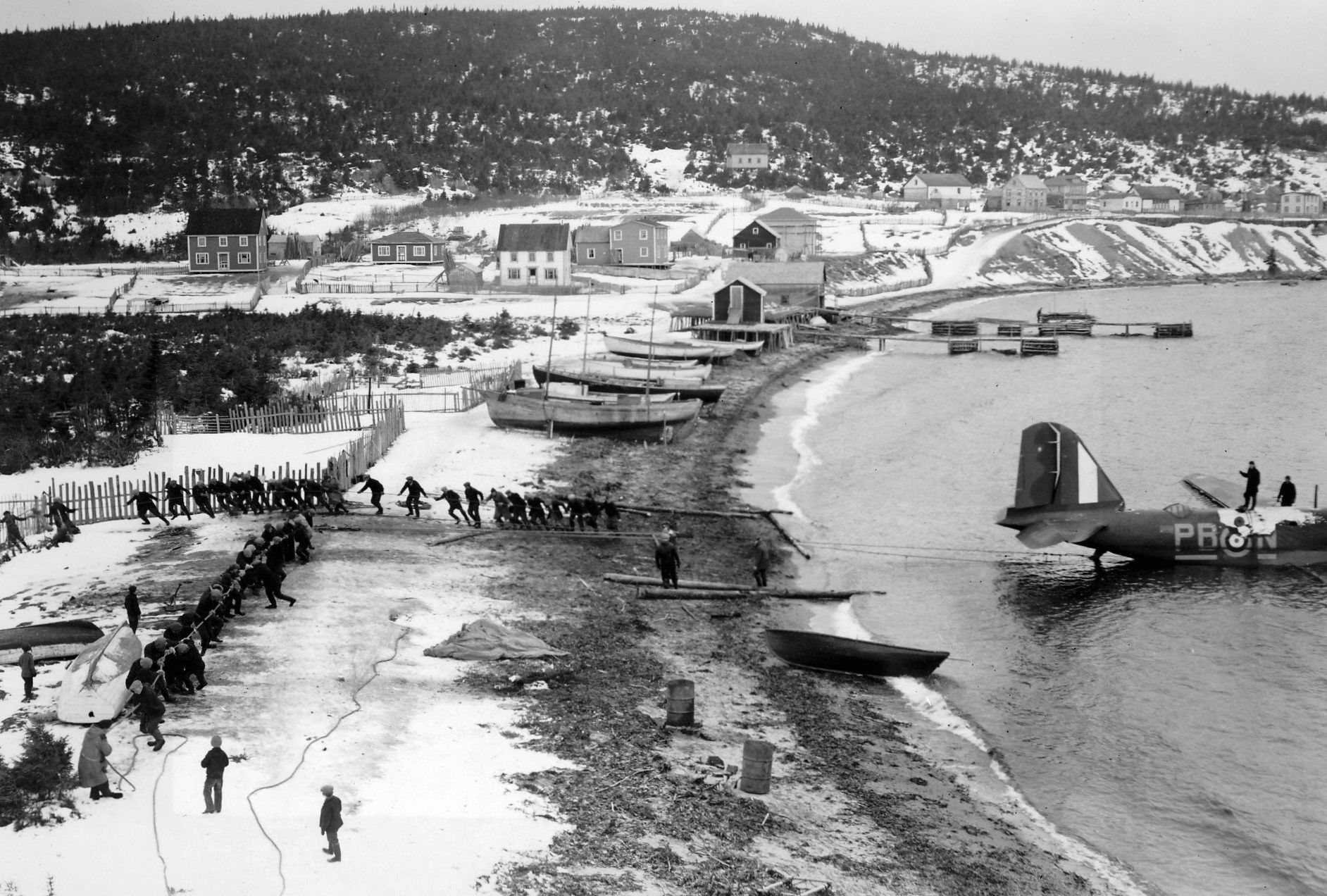
1940년 뉴펀들랜드 해역에서 캐나다 왕립 공군의 더글러스 B-18 볼로를 인양하는 모습. 뉴펀들랜드는 전쟁 중 캐나다군에 의해 점령되었다.

전쟁이 선포되었을 때, 영국은 캐나다가 영국령 북아메리카 방어를 책임질 것을 기대했다. 1939년, L. E. 에머슨은 뉴펀들랜드의 국방 위원이었다. 윈스턴 처칠은 에머슨에게 캐나다와 협력하고 "우호적인 침공"에 따르도록 지시했으며, 매켄지 킹에게 캐나다 국왕으로서 뉴펀들랜드 점령을 권고하도록 격려했다. 1942년 3월까지 에머슨 위원은 뉴펀들랜드 항공기 탐지대와 같은 공식 조직을 재편성하고, 캐나다 항공기 식별대와 같은 캐나다 부대에 통합했다.
제2차 세계 대전 중 여러 캐나다 연대가 뉴펀들랜드에 주둔했다. 가장 유명한 연대는 영국령 홍콩에 파견되기 전에 케이프 스피어에 주둔했던 캐나다 왕립 소총 연대였다. 1941년 7월, 프린스에드워드아일랜드 하이랜더스가 이들을 대체하기 위해 도착했다. 1941년과 1942년에는 링컨 및 웰랜드 연대가 갠더 공항과 세인트존스에 배치되었다.

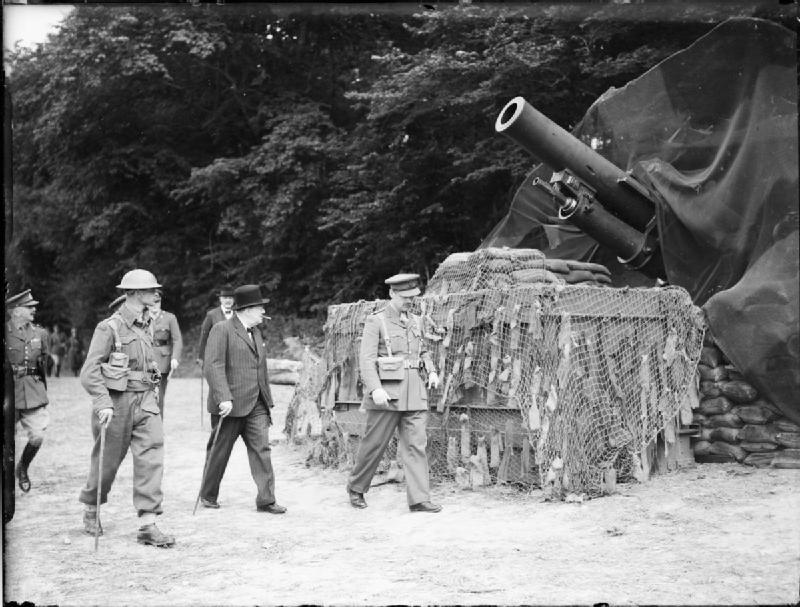
1940년 8월 제57 (뉴펀들랜드) 중포 연대. 뉴펀들랜드 출신 여러 연대는 영국 영국 왕립 포병대 아래에서 편성되어 북아프리카와 유럽에서 복무했다.

캐나다 육군은 독일 해군 습격을 저지하기 위해 케이프 스피어에 여러 대포를 갖춘 콘크리트 요새를 건설했다. 세인트존스 항구를 내려다보는 다른 요새들도 건설되었으며, 탄약고와 벙커는 사우스 사이드 힐스에 파고들었고, 어뢰 방어망은 항구 입구에 드리워졌다. 벨섬에는 상선들을 잠수함 공격으로부터 보호하기 위해 대포가 설치되었고, 구스 베이를 보호하기 위해 리골레트에 대포가 설치되었다.
영국 육군은 해외 복무를 위해 뉴펀들랜드에 두 개 부대를 편성했다: 제59 야포대와 제166 야포대. 제59 야포대는 북유럽에서 복무했고, 제166 야포대는 이탈리아와 북아프리카에서 복무했다. 뉴펀들랜드 왕립 연대도 편성되었지만, 해외에 배치되지는 않았다. 제125 (뉴펀들랜드) 비행대대 영국 왕립 공군은 영국과 웨일스에서 복무했으며 D-Day 동안 지원을 제공했다. 이 비행대대는 1945년 11월 20일 해체되었다.
또한 뉴펀들랜드는 뉴펀들랜드 해외 임업 부대 형태로 3천 명 이상의 숙련된 산림 전문가를 스코틀랜드로 파견했다. NOFU는 증가하는 목재 수요를 충족함으로써 전쟁 노력을 도왔다.
1939년부터 1945년까지 뉴펀들랜드에 배정된 모든 캐나다 군인들은 해외 복무에 대한 캐나다 자원 봉사 메달의 은제 잠금장치를 받았다. 캐나다, 남아프리카, 뉴질랜드, 호주가 모두 자체 자원 봉사 메달을 발행했기 때문에 뉴펀들랜드 정부는 1978년에 자체 자원 봉사 메달을 주조했다. 뉴펀들랜드 자원 봉사 전쟁 복무 메달은 영연방 군대에서 해외 복무했지만 자원 봉사 메달을 받지 못한 뉴펀들랜드인에게만 수여되었다. 이 메달은 청동으로 되어 있으며, 앞면에는 왕관과 순록이 새겨져 있고, 뒷면에는 브리타니아와 두 마리의 사자가 새겨져 있다.

### 생피에르 미클롱
프랑스 함락 후, 뉴펀들랜드 해안에 위치한 프랑스의 해외 집합체인 생피에르 미클롱은 비시 프랑스에 충성을 맹세했다. 캐나다 정부는 추축국이 생피에르 미클롱을 작전 기지로 사용할 가능성을 고려했다. 이 식민지가 캐나다 및 뉴펀들랜드와 가깝다는 점은 독일 잠수함원들에게 연합군 호송선단을 재보급하고 공격을 조율하기에 탁월한 위치를 제공할 수 있었다. 이는 섬들이 무선 통신 및 대서양 횡단 케이블을 통해 프랑스 본토와 통신할 수 있다는 사실에 의해 더욱 도움이 되었다. 뉴펀들랜드 및 영국 정부는 캐나다와 협의하여 섬 침공 가능성을 고려했다. 그러나 캐나다 전쟁 내각은 미국을 불쾌하게 할 것을 우려하여 작전 개시를 거부했다. 자유 프랑스 해군 함대는 1941년 12월 24일 230명의 수병을 섬에 상륙시켰다. 생피에르 미클롱 행정관 질베르 드 부르나는 저항하지 않았다. 섬에서 실시된 주민투표는 나중에 자유 프랑스 행정부를 압도적으로 지지했다.

### 홍콩 전투

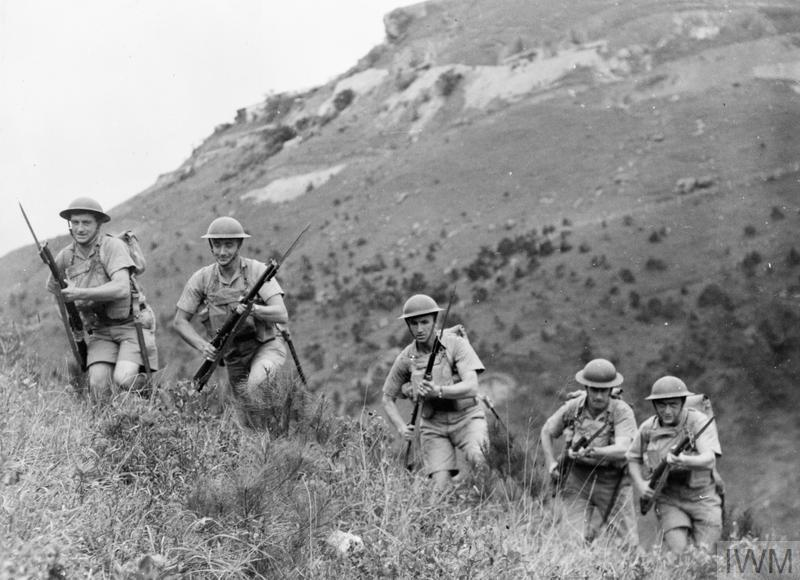
1941년 일본의 홍콩 침공 이전에 홍콩섬에서 훈련 중인 캐나다 군인들

1941년 가을, 영국 정부는 캐나다 정부의 보병 2개 대대와 여단 본부(1,975명)를 홍콩에 주둔한 영국군, 인도군, 홍콩군 인력에 증원하겠다는 제안을 수락했다. 이는 "C 부대"로 알려졌으며 1941년 11월 중순 홍콩에 도착했지만, 모든 장비를 갖추지는 못했다. 이들은 초기에는 섬의 남쪽에 배치되어 어떠한 상륙에도 대응할 수 있도록 했다. 12월 8일, 일본의 진주만 공격 이후, 일본군은 연합군 수비대보다 4배 큰 병력으로 홍콩 공격을 시작했다. 캐나다 군인들은 반격에 나서 12월 11일 첫 전투를 치렀다. 치열한 전투 끝에 연합군은 1941년 12월 25일 항복했다. "C 부대"는 전투 중 290명의 병력을 잃었고, 추가로 267명이 일본 포로 수용소에서 사망했다.

### 디에프 기습

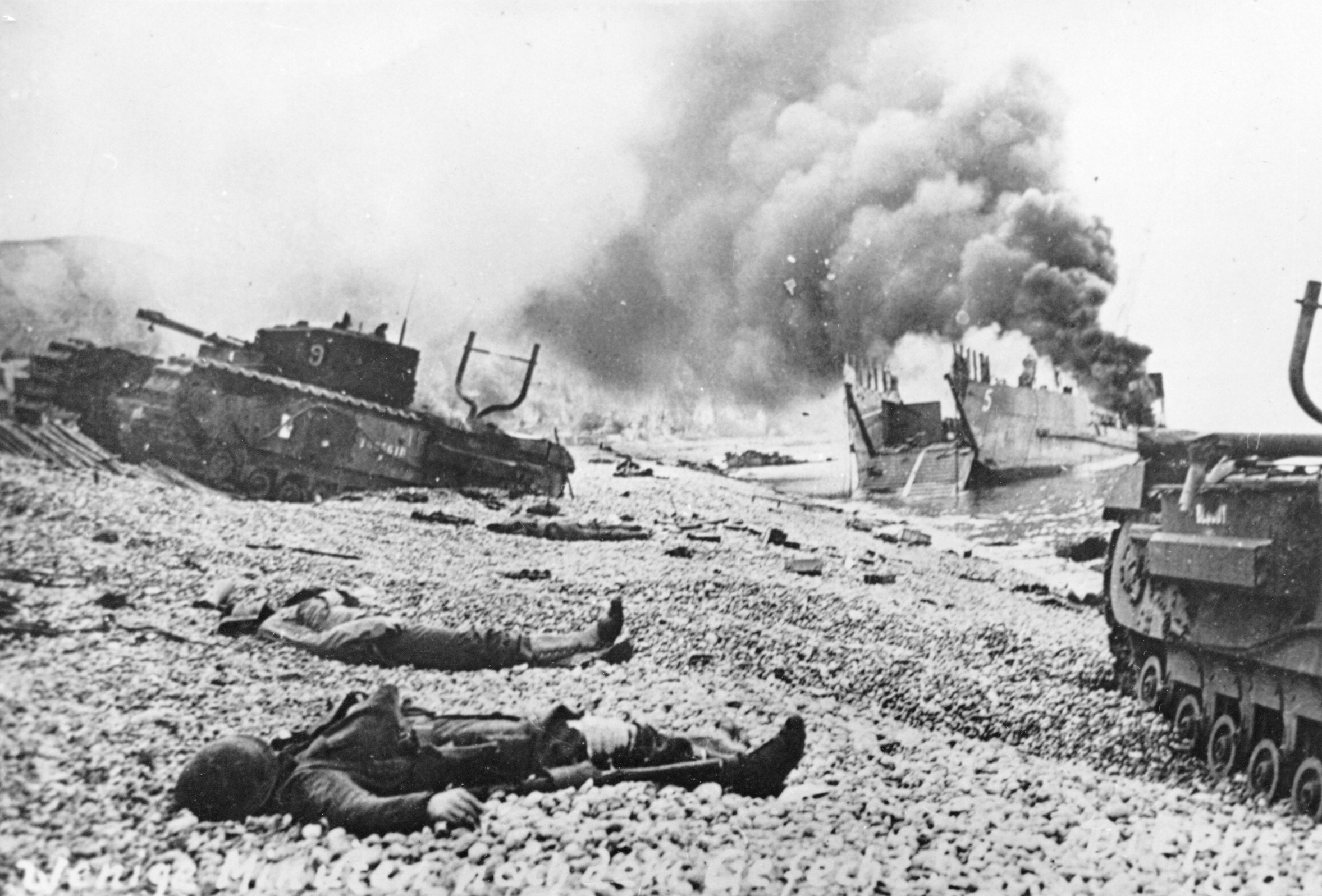
1942년 8월 디에프 항구 공격 실패 후 디에프에 있는 캐나다 군인들의 시신

캐나다 정부는 캐나다군을 작전에 투입하도록 압력을 가했다.
1942년 8월 19일 디에프 기습은 미숙한 제2캐나다보병사단 소속 병력 5,000명과 영국 특공대원 1,000명을 점령된 프랑스 해안에 상륙시켰는데, 이는 노르망디 침공 이전 프랑스에 대한 유일한 주요 연합군 합동 공격이었다. 다수의 항공기가 지원 비행을 했지만, 해군 함포 사격은 마을과 민간인 피해를 피하기 위해 의도적으로 제한되었다. 그 결과 캐나다군은 지원 포격 없이 강력히 방어된 해안선에 공격을 가했다. 상륙한 6,086명 중 3,367명(60%)이 사망, 부상 또는 포로가 되었다. 영국 왕립 공군은 루프트바페를 공개 전투로 유인하는 데 실패했으며, 루프트바페가 48기를 잃은 것에 비해 106기의 항공기(최소 32기는 대공포 또는 사고로)를 잃었다. 영국 왕립 해군은 33척의 상륙정과 구축함 1척을 잃었다. 디에프 작전에서 두 명의 캐나다인이 빅토리아 십자훈장을 받았다: 사우스 서스캐처원 연대의 찰스 메리트 중령과 로열 해밀턴 라이트 보병 연대의 군목인 존 푸트 명예 대위.
디에프에서 얻은 교훈은 상륙 작전에서 "무엇을 하지 말아야 하는지"에 대한 교과서가 되었으며, 나중에 북아프리카와 노르망디 상륙의 상륙 작전을 위한 토대를 마련했다. 특히 디에프는 다음 사항을 강조했다.
1. 공중 폭격을 포함한 사전 포병 지원의 필요성;[37]
2. 지속적인 기습 요소의 필요성;
3. 적 방어시설에 대한 적절한 정보의 필요성;
4. 방어된 항구 도시에 대한 직접적인 정면 공격 회피; 그리고,
5. 적절한 재승선 선박의 필요성.[38]

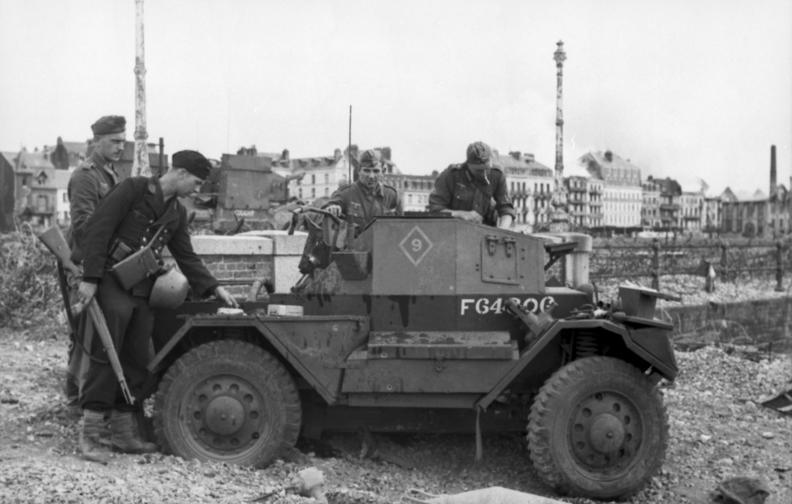
디에프 기습 후 버려진 캐나다 육군 다임러 정찰차를 점검하는 독일 군인들. 이 기습은 이후 연합군 상륙을 위한 특수 장갑차 개발로 이어졌다.

영국은 기술자들이 장갑으로 보호받으며 많은 작업을 수행할 수 있도록 다양한 전문 장갑차를 개발했는데, 가장 유명한 것이 호바트의 장난감이다. 영국 왕립 공군 지상 지원 기술의 주요 결함은 주요 지상 공세 지원을 위한 완전 통합 전술 공군 창설로 이어졌다. 대부분의 처칠 전차의 트랙이 디에프의 자갈 해변에 박혔기 때문에 연합군은 작전 전 환경 정보 수집을 시작하고 미래 상륙 지점의 도전에 대처할 적절한 차량을 고안했다. 이 기습은 또한 연합군이 주요 항구 점령이 제2전선 형성에 필수적이라는 믿음에 도전했다. 그들의 수정된 견해는 항구를 점령하기 위한 폭격으로 인한 피해량이 항구를 거의 쓸모없게 만들 것이라는 것이었다. 그 결과, 대규모 침공의 일환으로 미리 만들어진 "멀베리" 항구를 건설하여 해변으로 견인하기로 결정되었다.

### 알류샨 열도 전역

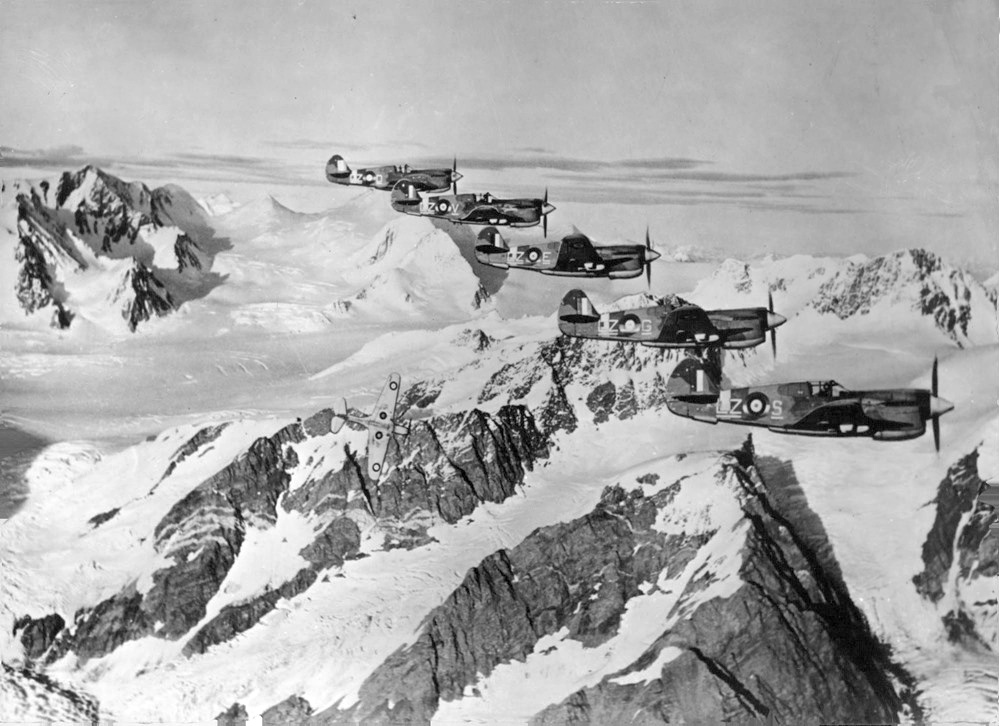
알래스카에서 정찰 작전을 수행하는 캐나다 왕립 공군 전투기들.

진주만 공격과 미국의 전쟁 참전 직후, 일본군은 알류샨 열도를 침공했다. 캐나다 왕립 공군 항공기들은 일본군에 대항하여 대잠수함 정찰 비행을 했고, 지상에서는 캐나다군이 미군과 함께 일본군에 맞서 배치되었다. 상황상 캐나다군은 알류샨 전역 동안 키스카 섬 침공 시 단 한 번 전투에 투입되었다. 그러나 당시 일본군은 이미 병력을 철수시킨 상태였다.

## 유럽 전선 (1943년~1945년)

### 이탈리아 전역

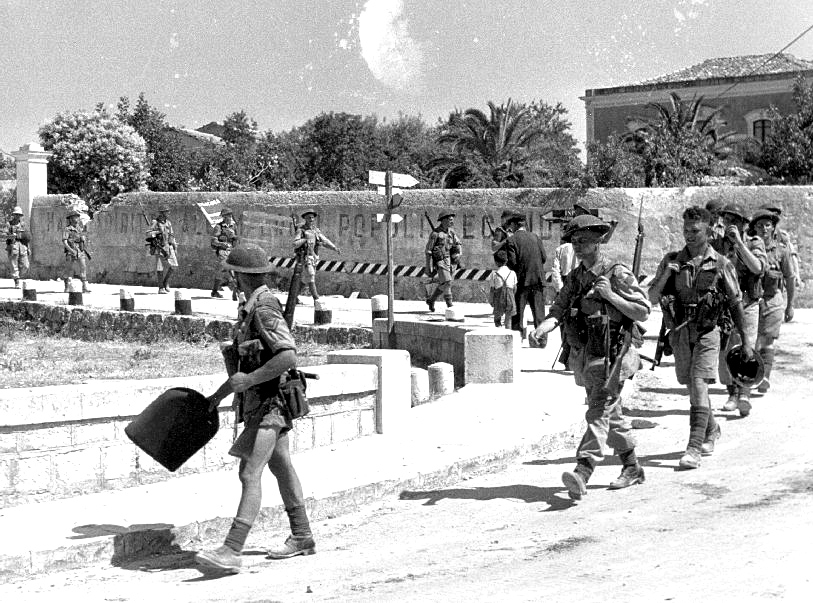
1943년 시칠리아 모디카에 진입하는 로열 에드먼턴 연대 대원들

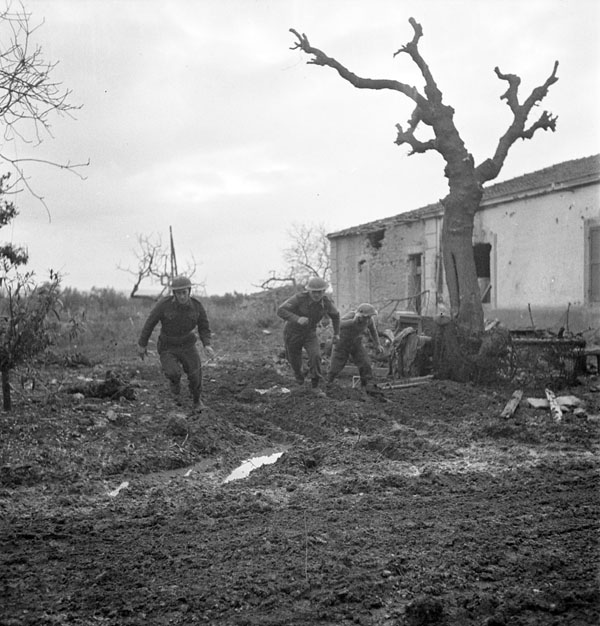
1943년 모로강 전역에서 독일군 반격 중 엄폐하는 제48 하이랜더스 오브 캐나다 소총수들

캐나다인들은 해상과 공중에서 복무했으며, 소수 병력은 연합군 편성에 소속되거나 독립적으로 활동했지만, 이탈리아 전역 (제2차 세계 대전)은 제1차 세계 대전 이후 캐나다 사단 전체가 처음으로 참여한 대규모 전투였다. 캐나다 군인들은 1943년 연합군의 시칠리아 침공, 뒤이은 연합군의 이탈리아 침공, 그리고 길고 힘든 이탈리아 전역을 거쳐 싸웠다. 이탈리아에서 연합군의 작전이 진행되는 동안 25,000명 이상의 캐나다 군인이 전사했다.
제1캐나다사단과 제1캐나다기갑여단은 1943년 7월 10일 허스키 작전으로 시칠리아 연합군 침공에 참가했으며, 1943년 9월 3일 연합군의 이탈리아 침공의 일부인 베이타운 작전에도 참가했다. 시칠리아와 이탈리아 전역에 캐나다군이 참가할 수 있었던 것은 영국에 주둔하던 제1캐나다군을 해체하기로 정부가 결정한 후였다. 캐나다군이 전투를 시작해야 한다는 대중의 압력으로 인해 북서유럽 침공이 기다려지기 전에 이동이 강행되었다.
길고 힘든 이탈리아 전역에서 전투는 이탈리아 본토에서 계속되었고, 1945년 2월에서 3월 골드플레이크 작전 중 캐나다군이 서부 전선으로 재배치될 때까지 이어졌다. 이때까지 이탈리아 전선에 대한 캐나다의 기여는 제1캐나다군단 본부, 제1사단, 제5캐나다 (기갑) 사단 및 독립 기갑 여단을 포함하도록 확대되었다. 이탈리아에서의 주목할 만한 전투로는 모로강 전역 (1943년 12월 4일 ~ 1944년 1월 4일), 오르토나 전투 (1943년 12월 20일 ~ 28일), 그리고 히틀러 라인을 돌파하기 위한 전투, 나중에 고트 라인에서의 전투 등이 있다.
이탈리아에서 캐나다 육군 병사들에게는 3개의 빅토리아 십자훈장이 수여되었다: 캐나다 육군 대위 폴 트리케 제22 왕립 연대, 이등병 스모키 스미스 캐나다 시포스 하이랜더스, 그리고 소령 존 마호니 웨스트민스터 연대.

### 프랑스 해방

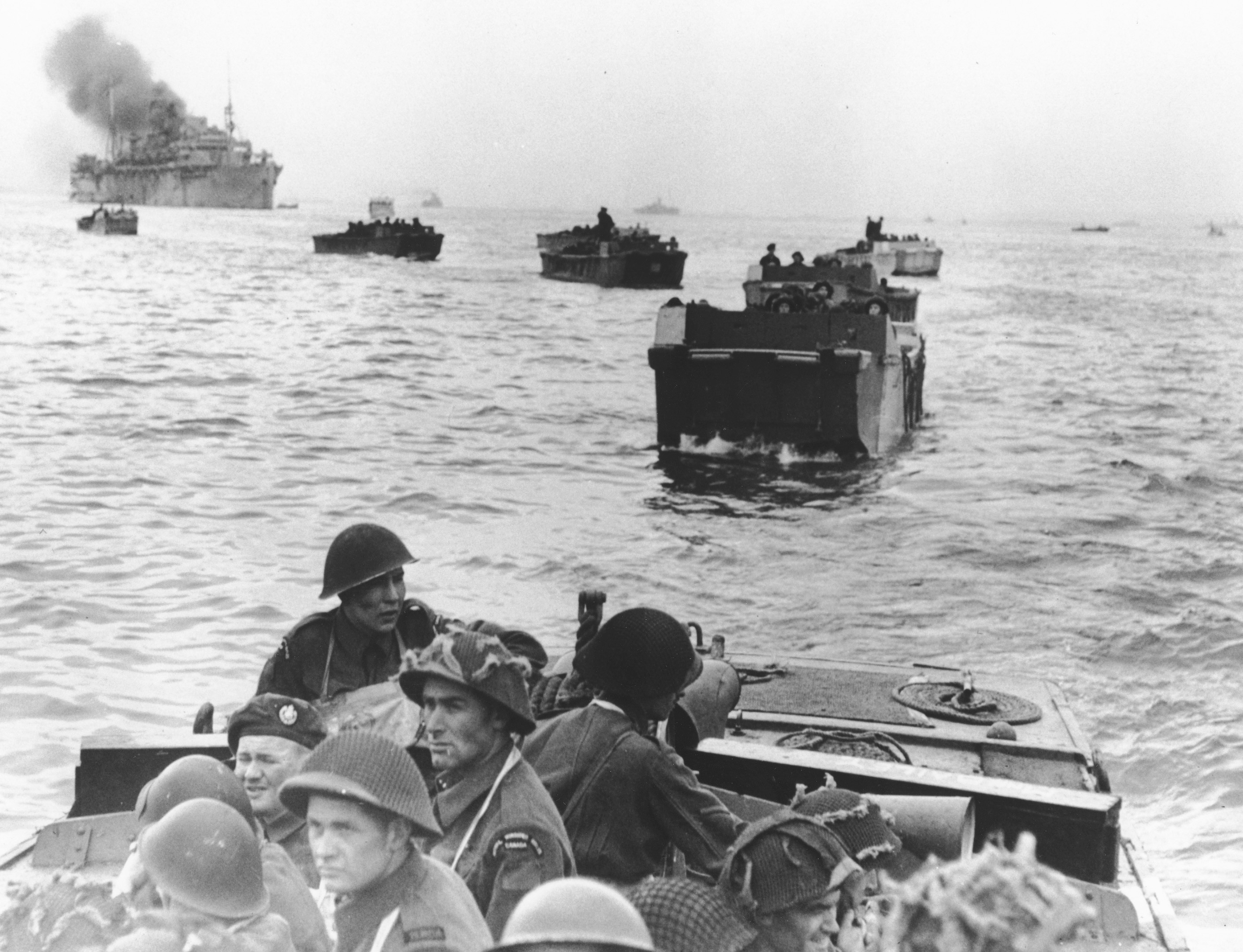
1944년 6월 D-Day 동안 주노 해변으로 향하는 LCA에 탑승한 캐나다인들

1944년 6월 6일, 제3캐나다사단은 노르망디 상륙의 주노 해변에 상륙하여 첫 시간 동안 심각한 사상자를 냈다. D-Day가 끝날 무렵, 캐나다군은 상륙 지점에서 영국군이나 미군보다 더 깊이 프랑스 내부로 침투했으며, 오마하 해변을 제외한 다른 교두보보다 강력한 저항을 극복했다. D-Day 동안 약 14,000명의 캐나다인이 노르망디에 상륙했다. 노르망디 전역 첫 달 동안 캐나다, 영국, 폴란드군은 제1SS기갑사단 경호친위대 아돌프 히틀러, 제12SS기갑사단 히틀러유겐트, 기갑교도사단을 포함하여 전선에서 가장 강력하고 잘 훈련된 독일군 일부의 반대에 부딪혔다. 6월 6일부터 11일까지 사망한 캐나다 군인 7명 중 1명은 항복 후 살해당했으며, 이는 노르망디 학살로 불리는 일련의 처형이었다.
캐나다군은 중요한 도시 캉으로 가는 길을 뚫고 남쪽으로 팔레즈를 향해 나아가기 위해 여러 차례 대규모 작전을 펼쳤는데, 이는 파리 해방을 위한 연합군의 노력의 일환이었다. 제1캐나다군이 미군과 합류하여 팔레즈 포위전을 마무리했을 때, 노르망디의 독일군 파괴는 거의 완료되었다. 북서유럽에서 3개의 빅토리아 십자훈장이 캐나다인에게 수여되었다. 사우스 앨버타 연대의 데이비드 커리 소령은 생람베르 쉬르 디브에서 공로를 인정받아 빅토리아 십자훈장을 받았고, 에식스 스코티시 연대의 프레데릭 틸스턴 대위와 캐나다 여왕 보병 연대의 오브리 코젠스 병장은 1945년 라인란트 전투에서의 공로로 보상을 받았으며, 후자는 사후에 수여되었다.

### 저지대 국가들

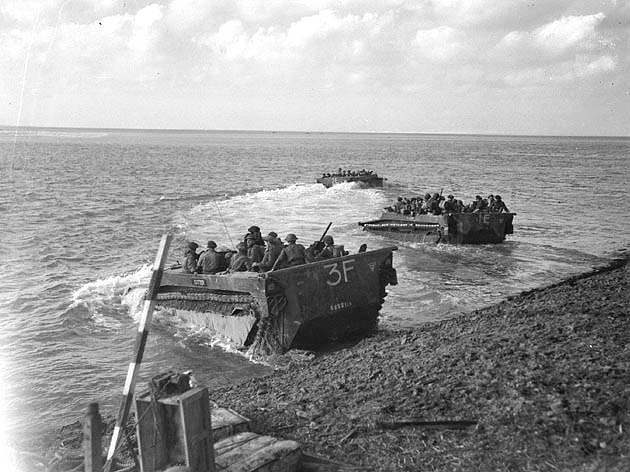
1944년 9월 스헬더강 전투에서 안트베르펜으로 가는 항로를 열기 위한 노력으로 스헬더강을 건너는 제1캐나다군의 수륙양용 차량들.

가장 중요한 캐나다의 공헌 중 하나는 스헬더강 전투였는데, 헨리 던컨 그레이엄 크레러 원수가 지휘하는 제1캐나다군의 가이 시먼즈 중장 지휘 하에 제2캐나다군단이 참여했다. 이 군단에는 제2캐나다보병사단, 제3캐나다보병사단 및 제4캐나다기갑사단이 포함되었다. 명목상 캐나다 부대였지만, 제2캐나다군단에는 폴란드 제1기갑사단과 벨기에 제1보병여단, 그리고 네덜란드 왕립 차량화보병여단이 포함되었다. 영국 제51보병사단은 이 군단에 배속되었다.
영국군은 안트베르펜을 해방했지만, 이 도시의 항구는 독일군이 강력하게 요새화된 스헬더강 하구에서 격퇴될 때까지 사용할 수 없었다. 1944년 가을 몇 주간의 치열한 전투 끝에 캐나다군은 이 지역에서 독일군을 격퇴하는 데 성공했다. 캐나다군은 동쪽으로 향하여 네덜란드 해방에서 중심적인 역할을 수행했다. 1944년~45년에 제1캐나다군은 네덜란드의 많은 부분을 독일 점령에서 해방시키는 책임을 맡았다. 캐나다는 이 작전에서 7,600명의 병력을 잃었다. 이 날은 5월 5일로 기념되며, 독일군 총사령관 요하네스 블라스코비츠가 제1캐나다군단을 지휘하는 찰스 풀크스 중장에게 항복한 날이다. 제1캐나다군단은 제1캐나다보병사단, 제5캐나다기갑사단 및 제1캐나다기갑여단과 지원 부대로 구성되었다. 이 군단은 1945년 2월 골드플레이크 작전의 일부로 이탈리아 전선에서 돌아왔다.

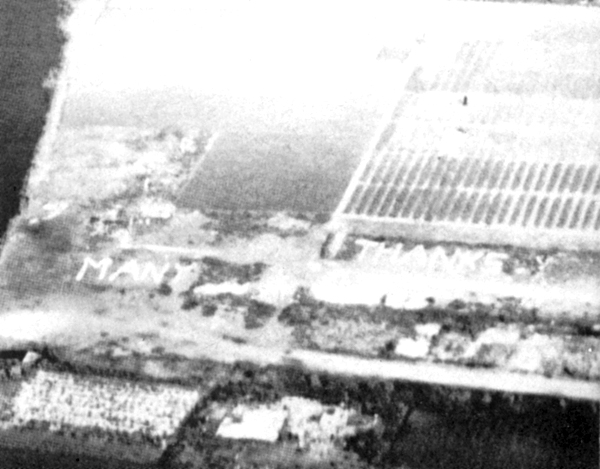
만나 및 초하운드 작전 이후 튤립으로 쓰여진 Many Thanks. 이 작전은 네덜란드 기근을 완화하기 위한 인도주의적 공중투하를 수행했다.

캐나다군이 도착했을 때는 네덜란드에 "기아의 겨울"이라는 위기가 닥쳤을 때였다. 캐나다군은 식량을 아이들에게 나누어주고, 담요를 민간인에게 제공했다. 폭격기는 독일 점령 하의 로테르담, 암스테르담, 헤이그에 있는 굶주린 민간인에게 "만나 작전"으로 식량 꾸러미를 투하하는 데 사용되었는데, 폭격기가 200피트 이상으로 날지 않는다면 독일의 허가를 받았다.
네덜란드 왕실은 네덜란드가 해방될 때까지 오타와로 옮겨갔고, 마르흐릿 공주는 이 캐나다 망명 기간 동안 태어났다. 당시 빌헬미나 여왕의 유일한 자녀이자 왕위 계승자인 네덜란드 공주 율리아나는 전쟁 중 두 딸 베아트릭스와 이레네와 함께 캐나다로 피신했다. 율리아나 공주가 캐나다에 머무는 동안 셋째 아이의 출산을 위한 준비가 이루어졌다. 이 왕실 아기의 네덜란드 국적을 보장하기 위해 캐나다 의회는 특별법을 통과시켜 율리아나 공주의 오타와 시민 병원 스위트룸을 "치외법권"으로 선언했다. 1943년 1월 19일, 마르흐릿 공주가 태어났다. 마르흐릿 공주가 태어난 다음 날, 네덜란드 국기가 팔러먼트 힐에 게양되었다. 이는 캐나다 국회 의사당 건물 꼭대기에 외국 국기가 게양된 유일한 사례였다.

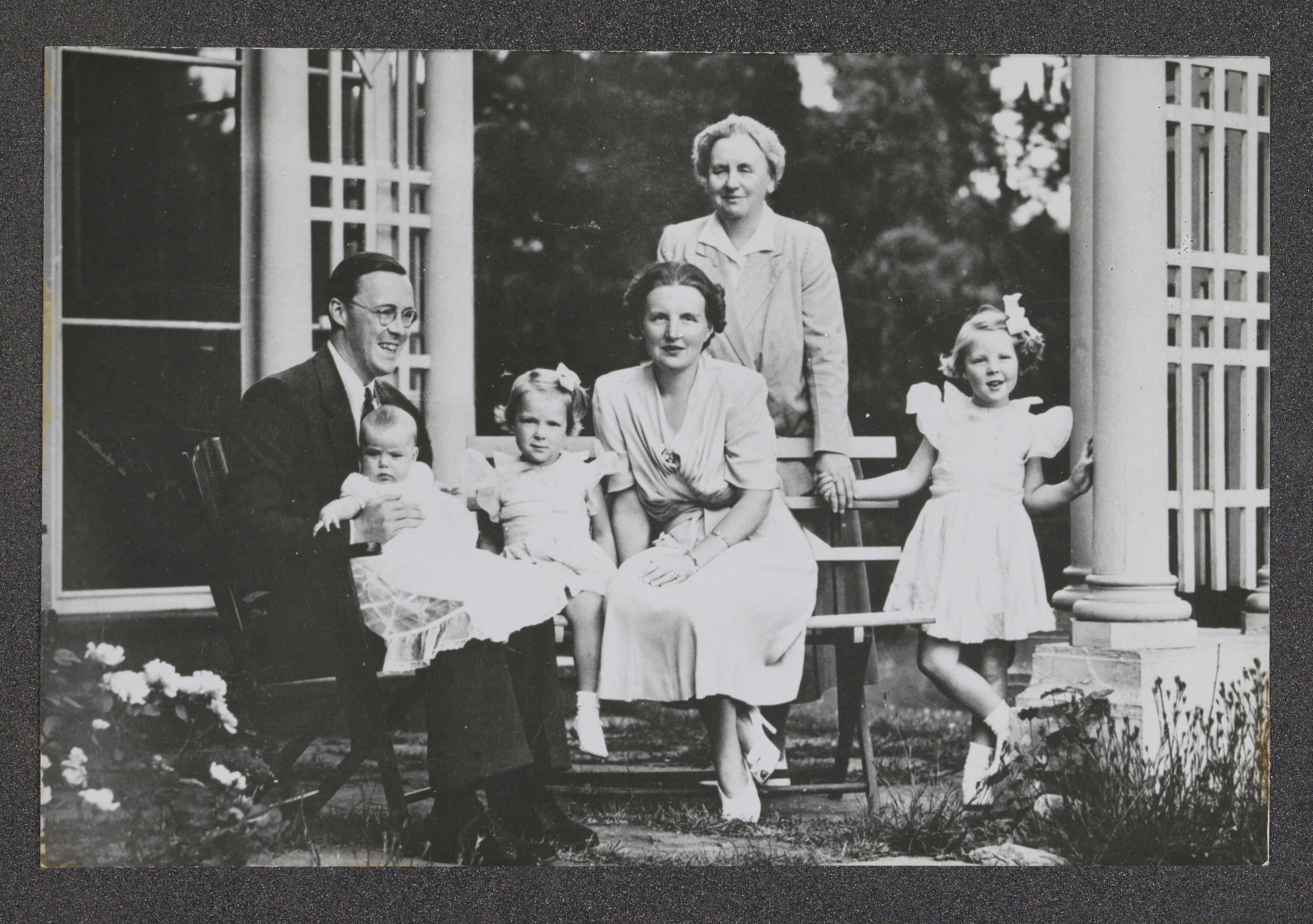
1943년 오타와의 네덜란드 왕실. 네덜란드 왕실 구성원들은 전쟁 중 캐나다에서 피난처를 얻었다.

1945년, 네덜란드 국민들은 네덜란드 해방에 캐나다 군인들이 수행한 역할에 대한 전후 선물로 직접 고른 튤립 구근 100,000개를 보냈다. 이 튤립들은 팔러먼트 힐과 퀸 엘리자베스 드라이브웨이를 따라 심어졌다. 율리아나 공주는 선물에 부여된 중요성에 매우 기뻐하여 1946년 오타와에서 받은 환대에 대한 감사의 표시로 개인적으로 튤립 구근 20,000개를 보내기로 결정했다. 이 선물은 평생에 걸친 유증의 일부였다. 그 이후로 튤립은 오타와에서 평화, 자유, 국제 우정의 상징으로 번성해왔다. 매년 캐나다 수도는 네덜란드 왕실로부터 10,000개의 구근을 받으며, 이는 캐나다 튤립 축제로 기념된다. 1995년, 네덜란드는 팔러먼트 힐에 5,000개, 각 주 및 준주 수도에 1,000개, 그리고 퀘벡주 생트안드벨르부의 세인트 앤 병원 (캐나다에서 유일하게 남아있는 연방 병원이며, 캐나다 재향군인부가 관리)에 1,000개를 추가로 기증했다. 네덜란드와 네덜란드 국민들은 전쟁 이후로도 캐나다와 캐나다인에 대해 변치 않는 애정을 가지고 있으며, 이는 오늘날까지 이어지고 있다고 여겨진다.

## 해상전

### 대서양 전투

1941년 대서양과 침몰한 선박 지도. 캐나다는 독일 울프팩으로부터 중부 대서양 갭을 횡단하는 연합군 호송선단을 보호하는 책임을 부여받았다.

대서양 전투 (제2차 세계 대전)는 제2차 세계 대전에서 가장 길게 지속된 전투였다. 영국이 독일에 선전포고하자 캐나다는 재빨리 뒤따라 1939년 9월 10일 전쟁에 참전했는데, 이는 영국을 유지하는 데 기득권이 있었기 때문이다.:56
캐나다의 안보는 이 전쟁에서의 영국의 성공에 달려 있었으며, 국가 안보를 유지하는 것과 함께 정치적으로는 동맹국을 돕는 것이 캐나다의 의무라고 느끼는 사람들도 있었다. 예를 들어, 캐나다 총리 매켄지 킹은 캐나다가 "영국을 지지하는 것"이 "자명한 국가적 의무"라고 확신했다.:38
1939년 제2차 세계 대전이 발발했을 때 캐나다는 작은 해군을 가지고 있었다. 1939년 캐나다에는 7척의 군함이 있었다. 전쟁에 참전하자 캐나다는 영국에 보조를 맞추고 지원하기 위해 해군 개혁이 필요했다. 전쟁 발발 당시 캐나다에는 약 3,500명의 인원이 RCN을 지원하고 있었다. 1940년 9월 "RCN은 10,000명으로 증가했다.":134
캐나다 정부 기관들은 대서양에서의 전쟁 양상에 중요한 역할을 했다. 캐나다 해군 사단은 1939년부터 1941년까지 중립국인 미국에서 해군 해상 통제 요원 네트워크를 운영했다. 이 요원들은 미국 내 영국 선박의 운송 이동을 관리했으며, 기본적인 무역 이동과 관련하여 성장하는 미국 해군 시스템도 관리했다. 1941년 오타와에서 미국 해군에 무역 문제에 대한 특별 간행물이 공급되었으며, 진주만 공격 당시에는 미국 항구 감독관들이 오타와와 팀으로 협력하고 있었다. 오타와는 무역 이동을 연구하고 정보 기록을 유지하는 임무를 매우 효과적이고 중요하게 수행하여, 1941년 12월부터 1942년 7월까지 40° 서쪽 및 적도 북쪽의 해상 운송을 통제하고, 미국 해군 무역국에 일일 정보를 공급하는 임무를 맡았다.

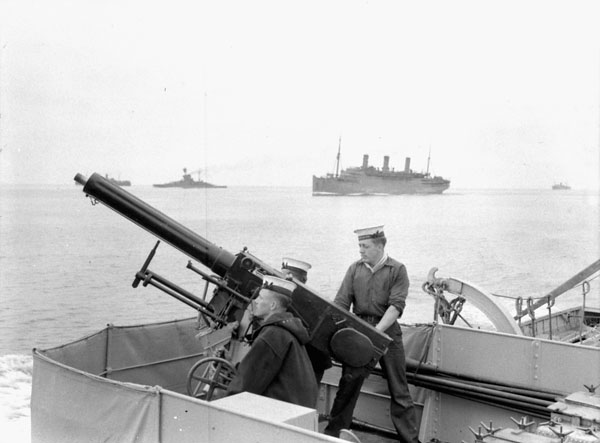
HMCS 아시니보인에 승선하여 영국으로 향하는 호송선단을 호위하며 대포를 조작하는 캐나다 왕립 해군 수병들

캐나다는 또한 대서양에서 전략적으로 중요한 두 지점을 담당하는 책임을 부여받았다. 첫 번째는 그린란드 해안에 위치한 "중부 대서양 갭"으로 알려져 있다. 이 갭은 공급선에서 매우 적대적인 지점이었고, 통제하기 매우 어려웠다. 아이슬란드를 보급 지점으로 사용하고 서쪽에 캐나다를 두면서 갭은 300 nmi (300 해리 (560 km))로 좁혀졌다. "해상 갭은 [1943년] 캐나다 왕립 해군에 의해 폐쇄되었다. 뉴펀들랜드 호송대는 캐나다 코르벳 5척과 영국 구축함 2척([캐나다 수병이 운용])으로 시작되었고, 이후 가용 시 다른 캐나다 수병이 운용하는 영국 구축함이 뒤따랐다."

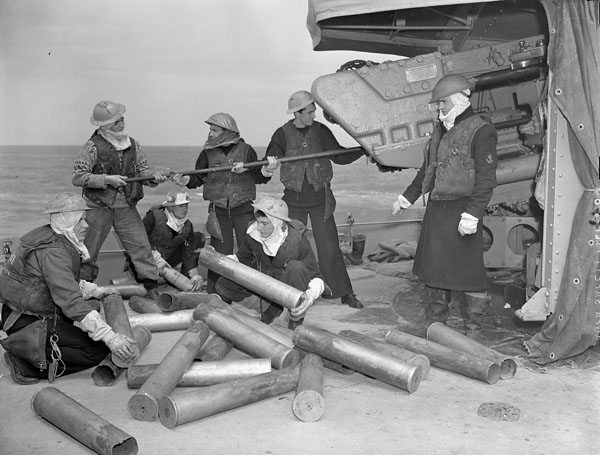
HMCS 알곤퀸의 포반원들이 D-Day 상륙 전 노르망디의 독일군 진지를 해군 포격하는 동안 포를 조작하는 모습.

캐나다가 맡은 두 번째 임무는 오버로드 작전 (노르망디 상륙) 동안 영국 해협을 통제하는 것이었다. "6월 6일, 50척의 RCN 호위함이 노스 애틀랜틱과 캐나다 해역에서 침공 임무를 위해 재배치되었다.":144 그들의 임무는 잠수함으로부터 침공 함대를 방어하기 위해 침공 측면을 보호하고, 침공 지역의 남쪽 측면을 원거리에서 정찰하며, 마지막으로 해협의 잠수함 함대가 증원 병력을 얻는 것을 막는 것이었다. 이 침공은 노르망디 해변에 성공적인 상륙을 보장하기 위해 RCN이 영국 및 미국 측면을 보호하는 것에 의존했다.:144
캐나다는 제2차 세계 대전 동안 엄청난 성장을 보였는데, 제한된 수의 군함에서 추축국이 패배하고 미국 해군의 정보 지원에 기여하면서 세계에서 세 번째로 큰 해군이 되었다. 북미에서 영국으로 향하는 상선 보호라는 그들의 주요 역할은 궁극적으로 성공적이었지만, 그 승리는 주요 연합국과 공유되었다. 전쟁 내내 캐나다는 25,343회의 성공적인 호송 항해를 통해 1억 6478만 3921톤의 화물을 운송했다.:56 전쟁이 끝날 무렵, 독일 문서에 따르면 캐나다 왕립 해군은 대서양에서 52척의 잠수함 손실을 책임졌다. 그 대가로 대서양 전투에서 59척의 캐나다 상선과 24척의 군함이 침몰했다.
"캐나다인들은 대서양 호송선 문제들을 해결했다." – 영국 해군 제독 퍼시 노블 경

### 동남아시아와 태평양

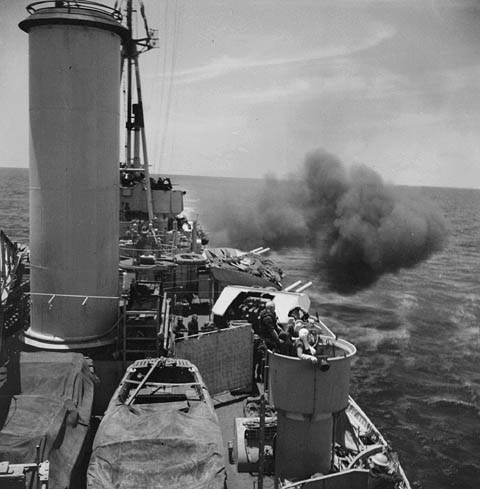
1945년 5월 영국 태평양 함대의 일부로 미야코지마를 포격하는 HMCS 우간다.

캐나다 해군과 특수부대는 태평양과 동남아시아에서 다양한 역량으로 참여했다. 순양함 HMCS 온타리오와 HMCS 우간다, 그리고 무장 상선 순양함 HMCS 프린스 로버트가 영국 태평양 함대에 배정되었다. HMCS 우간다는 당시 전선에 있었다. HMCS 온타리오는 필리핀, 홍콩, 일본에서의 전후 작전을 지원하기 위해 도착했다. 그러나 우간다는 영국 태평양 함대에서 복무하면서 일본에 맞서 적극적인 역할을 한 유일한 캐나다 왕립 해군 함선이었다. "해상 정찰 부대", 즉 버마 강을 건너는 공격을 선봉에 서는 임무를 맡은 해군 잠수부 팀을 포함하여 다양한 캐나다 특수부대도 동남아시아에서 복무했다.
미국 해군 함선과 비교했을 때 HMCS 우간다의 환경, 엄격한 규율, 그리고 별도의 캐나다 정체성을 드러낼 수 없다는 점은 승무원들의 사기 저하와 불만에 기여했다. 이를 개선하고, 이제는 자원봉사자들만이 해외에서 복무할 것이라는 캐나다 정부 정책의 변화를 염두에 두고, 함장 에드몽 롤로 마잉귀는 승무원들에게 (공식 날짜 이전에) 해외 복무에 대한 비자발성을 등록하도록 요청했다. 1945년 5월 7일, 907명의 승무원 중 605명이 그렇게 했다.
이 법적 효력을 가진 결정은 캐나다로, 그리고 영국 정부로 전달되었다. 영국의 격앙된 반응에 대응하여 캐나다인들은 교체될 때까지 주둔지에 남아 있기로 동의했다. 이는 1945년 7월 27일 HMCS 아르고노트가 영국 태평양 함대에 합류하고 우간다가 일본 항복 당일 에스퀴말트로 출항하면서 이루어졌다.

### 캐나다 해역과 본토 공격

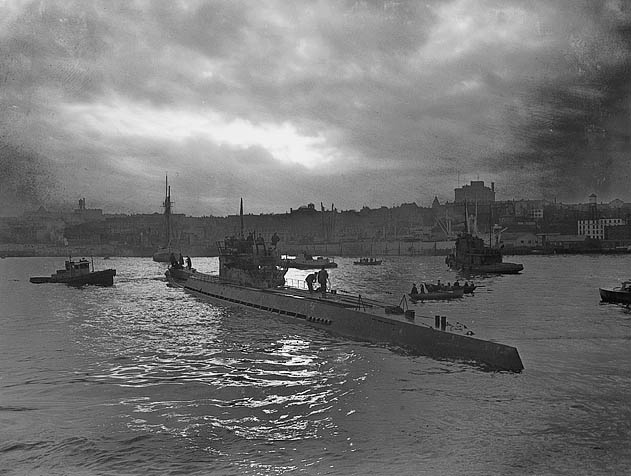
1945년 6월 세인트존스에서 항복하는 독일 잠수함 |2. U-보트는 전쟁 중 캐나다와 뉴펀들랜드 해역에서 활동하며 호송선단을 방해하려 했다.

추축국 U보트는 전쟁 내내 캐나다와 뉴펀들랜드 해역에서 작전하여 많은 해군 및 상선들을 침몰시켰다. 1942년에는 독일 U보트가 뉴펀들랜드 벨섬에서 연합군 광석 운반선 4척을 공격한 두 번의 중요한 공격이 있었다. 화물선 SS 사가나가와 SS 로드 스트라스코나는 1942년 9월 5일 U-513에 의해 침몰했고, SS 로즈캐슬과 P.L.M 27은 11월 2일 U-518에 의해 침몰하여 69명이 사망했다. 잠수함이 선적 부두에 어뢰를 발사했을 때, 벨섬은 제2차 세계 대전에서 북미에서 독일군에 의해 직접 공격을 받은 유일한 지역이 되었다. U보트는 또한 세인트로렌스 강에서도 발견되었다. 1942년 10월 14일 밤, 뉴펀들랜드 철도 페리 SS 카리부는 독일 U보트 U-69에 의해 어뢰를 맞아 캐벗 해협에 침몰하여 137명이 사망했다. 양측은 서로를 압도하고 대서양 상선들의 운명을 결정하기 위해 싸웠다. 여러 U보트 난파선이 캐나다 해역에서 발견되었으며, 일부는 래브라도의 처칠 강만큼 깊은 곳에서도 발견되었다.
캐나다 본토도 1942년 6월 20일 일본 잠수함 I-26이 포격한 밴쿠버섬의 에스테반 포인트 등대에 의해 공격받았다.
일본의 풍선 폭탄도 캐나다로 발사되었으며, 일부는 브리티시컬럼비아주와 다른 서부 지방에 도달했다. 일본의 후고 풍선 폭탄은 1944년~1945년 겨울 동안 발사되었지만, 실제로 장치에 의해 캐나다인이 다친 사례는 없었다. 일본군은 폭탄의 직접적인 폭발 효과 외에도 소이탄이 화재를 일으킬 것을 기대했다. 풍선은 제트류가 가장 강할 때인 겨울에 발사되어야 했기 때문에, 눈 덮인 지면이 화재 확산을 막았다. 그럼에도 불구하고 전쟁 중 매니토바만큼 동쪽으로 떨어진 곳에서도 57개의 장치가 발견되었다. 많은 다른 장치들은 2014년이 되어서야 발견되었다.
독일은 1943년 북부 래브라도의 무인 해안에 쿠르트 기상 관측소라는 자동 기상 관측소를 설치했다. 이는 1977년이 되어서야 독일 것이라는 사실이 밝혀졌는데, 이는 "캐나다"라고 표시되어 있어 가끔 방문하는 사람들이 보고하지 않았기 때문이다.

## 국내 전선

### 농업, 광업, 산업
제2차 세계 대전이 시작되었을 때, 캐나다는 대공황에서 벗어나는 중이었고 이로 인해 캐나다의 산업과 농부들에게 많은 중요성이 부여되었다. 캐나다는 일손이 절실히 필요했다. 전쟁 기간 동안 캐나다 산업은 모든 연합국에 약 100억 달러 (현재 가치로 약 1,000억 달러)에 달하는 전쟁 물자와 기타 물품을 제조했다. 남성들이 해외로 떠나면서 여성들은 직장에서 더욱 중요한 역할을 하게 되었다. 정부의 엄격한 임금 및 물가 통제로 인해 당시 노동자들의 권리는 제대로 인정받지 못했다. 캐나다 인구 1130만 명 중 전쟁 산업에 종사한 노동자의 총 수는 약 100만 명이었고, 200만 명은 농업, 통신, 식품 가공 분야에 종사했다.

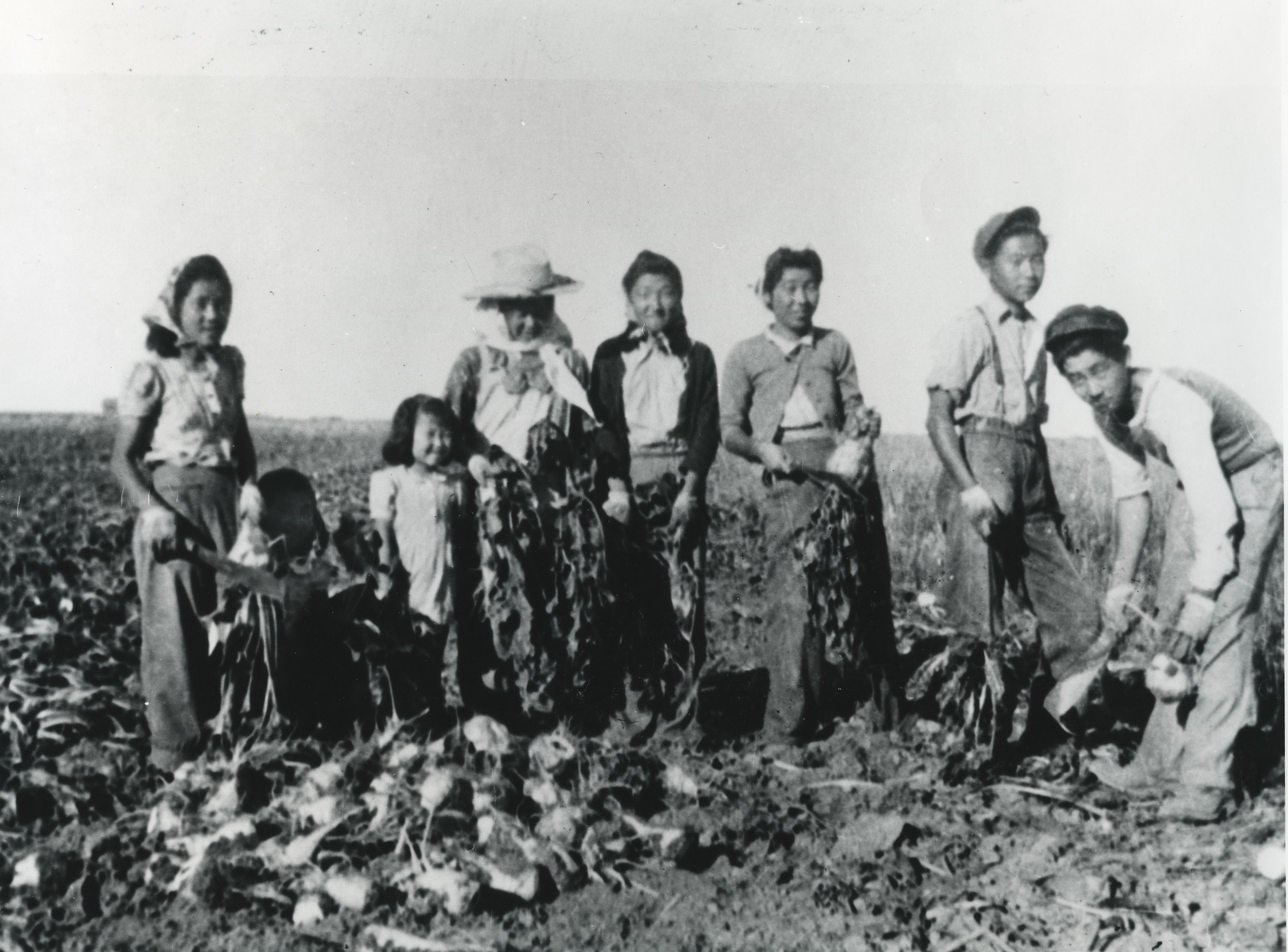
1942년 앨버타주 튜린의 농장에서 일하는 수용된 일본계 캐나다인 가족.

밀은 캐나다의 가장 큰 생산원 중 하나였다. 밀이 매우 중요했지만, 캐나다는 밀 생산에 어려움을 겪기 시작했고 제임스 가디너는 농부들이 다른 농산물을 생산해야 한다고 인정했다. 가디너의 연설 이후 농부들은 다른 방향을 택했고 1944년까지 캐나다는 740만 마리의 돼지를 생산했다. 캐나다의 전쟁 노력에 대한 기여는 전 세계 국가들로부터 인정받았다.
가디너가 농부들에게 밀 생산량을 줄여달라고 요청한 후, 다음 5년 동안 밀 생산량이 감소했다. 1940년부터 1945년까지 가축, 곡물, 밭작물과 같은 농산물 판매로 인한 수입은 전쟁 노력에 필요한 해당 상품의 가치가 증가하면서 급격히 증가했다. 그리고 농업 노동력 부족으로 인해 상품 가격이 상승했다. 캐나다의 밀 생산량은 1939년부터 1945년 사이에 연간 2억 부셸 이상 감소했지만, 캐나다 밀 생산 총수입은 8천만 달러 이상 증가했다.

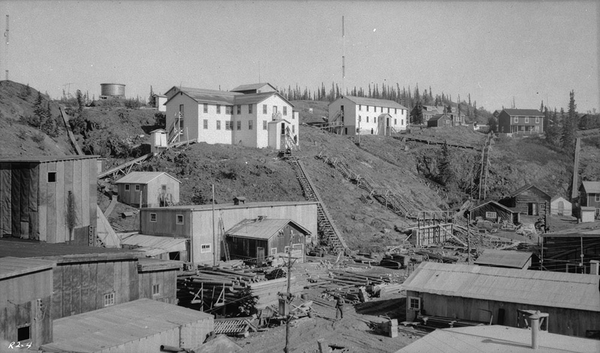
1944년 노스웨스트 준주 그레이트베어 호의 엘도라도 광산. 1939년 캐나다 정부에 의해 수용되었으며, 맨해튼 계획을 위한 우라늄을 생산했다.

캐나다 광업 및 금속 산업 또한 전쟁 노력에 상당한 기여를 했으며, 전쟁 중 연합군 알루미늄의 절반과 연합군 니켈의 90%가 캐나다 공급원에서 나왔다. 금 및 라듐 생산의 부산물로 노스웨스트 준주의 라듐 항구 광산에서 광석을 사용하여 우라늄을 생산하던 캐나다 회사 엘도라도 마이닝 앤 리파이닝은 캐나다 정부에 의해 맨해튼 계획에 참여하도록 모집되었다. 특히, 온타리오주 포트 호프에 있는 엘도라도의 정제소는 라듐 항구와 벨기에령 콩고에서 채굴된 광석을 모두 처리하여 히로시마시에 투하된 리틀 보이 폭탄에 사용된 우라늄의 대부분을 생산했다.

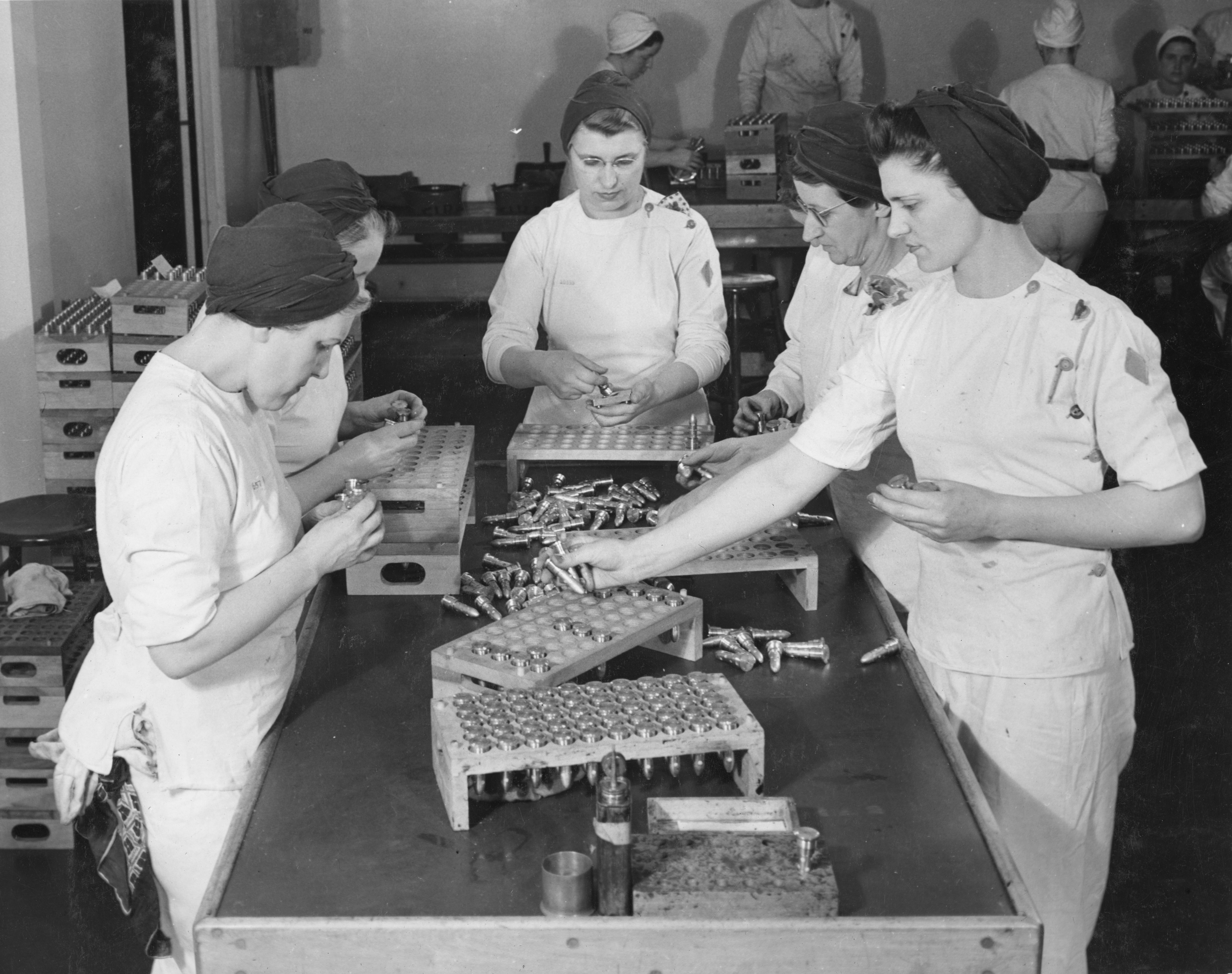
제너럴 엔지니어링 컴퍼니 (캐나다) 탄약 공장에서 탄약을 조립하는 여성 노동자들.

1942년, 오타와는 20~24세 여성을 병역 부문에 등록시켜 전쟁에 나간 남성들의 역할을 채우도록 했다. 총 1,073,000명가량의 여성이 노동력에 참여했다. 농업, 공군, 노동, 생산 등 전통적으로 남성에게 속했던 역할은 경제를 위해 일하고자 하는 여성들이 채웠다. 또한 남성들이 전쟁에 나갈 수 있도록 가정에서 남성들의 일을 대신하도록 계획되기도 했다. 국내 전선의 여성들은 옷, 음식, 돈을 의료 단체에 기부하여 전쟁 노력을 도왔다. 여성들이 일하고 남성들이 전쟁에 나가면서 평균 가구 규모는 줄어들었고, 아이들은 돌봐줄 부모가 없었다. 산업 및 도시 직업에서 일하는 여성에 대한 낙인은 여전히 존재했다. 대조적으로, 정부는 4,000~5,000명의 여성에게 새로운 책임, 즉 전쟁과 날씨의 변동하는 결과에 따라 식량을 보존하고 낭비하지 않도록 규제하는 임무를 부여했는데, 이는 가정 영역에 속하는 것으로 이해되었다.

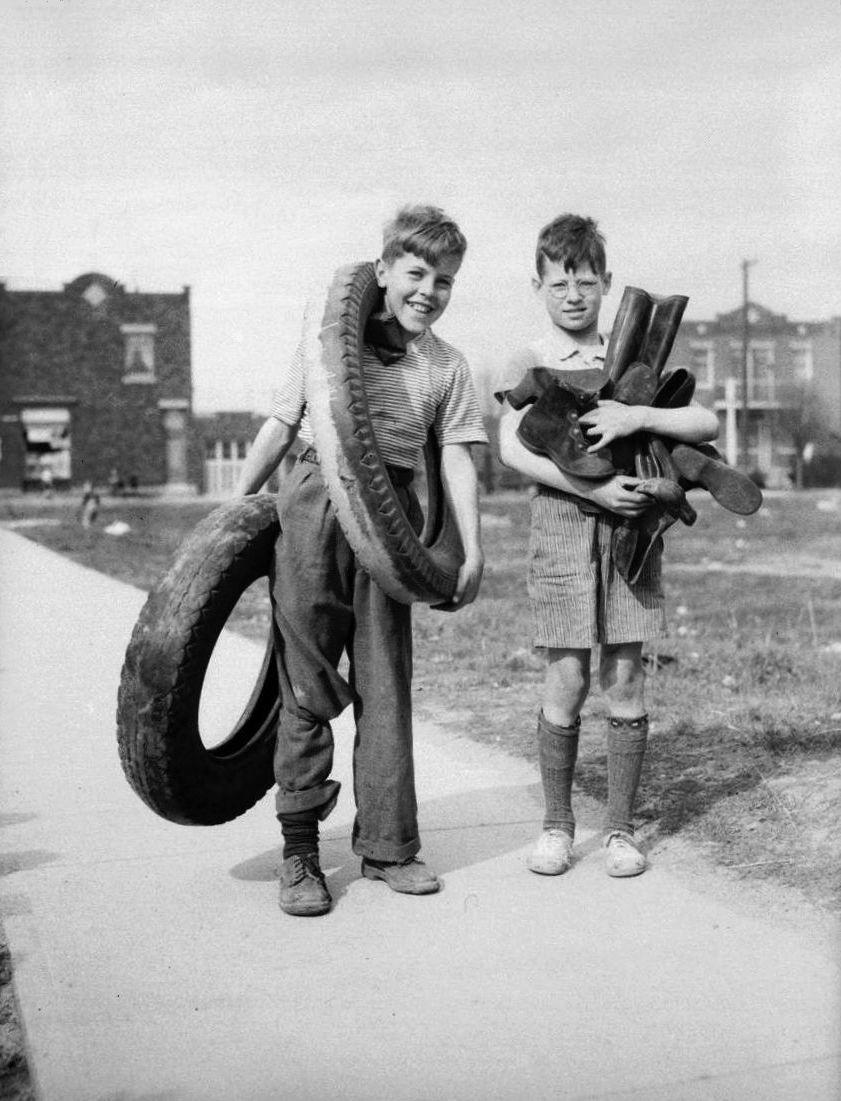
1942년 몬트리올의 아이들이 전쟁 노력을 지원하기 위해 고무 타이어와 신발을 고물 수집 센터로 가져가는 모습.

어린이와 청소년 또한 삶에 상당한 변화를 겪었다. 나이가 많은 십대들은 농부로 일하고 노동력에 합류했으며, 대부분의 건장한 남성들은 해외에서 복무 중이었다. 캐나다 정부는 십대들이 합법적으로 트랙터와 다른 차량을 운전할 수 있도록 면허 취득 최저 연령을 14세로 낮추기까지 했다.
원주민 캐나다인들은 제2차 세계 대전 기간 동안 국내 전선에서 큰 역할을 수행했다. 그들은 애국적이고 인도주의적인 목적을 위해 많은 돈을 기부했다. 원주민 캐나다인들은 전쟁 노력을 지원하기 위해 고철, 고무, 뼈를 모았다. 특히, 이누이트족은 동물 뼈를 모아 비밀리에 남부로 보내 탄약 제조에 사용하도록 했다. 제2차 세계 대전 동안 캐나다 전역의 노동력 부족은 많은 원주민 가족에게 개선된 재정 상태를 제공했다. 이러한 부족 현상은 원주민들이 이전에 보지 못했던 더 높은 임금의 더 많은 일자리 기회를 제공했다. 원주민들이 군대에 입대하고 국내에서 기여했음에도 불구하고, 주로 정부가 원주민들에게 부과한 세금과 이전 전쟁의 여파가 원주민 공동체를 괴롭혔기 때문에 퍼스트 네이션스, 메티스, 이누이트 캐나다인들 사이에서는 전쟁 노력에 대한 일부 반대도 있었다. 또한, 징병제는 많은 캐나다의 퍼스트 네이션스, 메티스, 이누이트 공동체와 연방 정부 간의 관계에 부정적인 영향을 미쳤다.

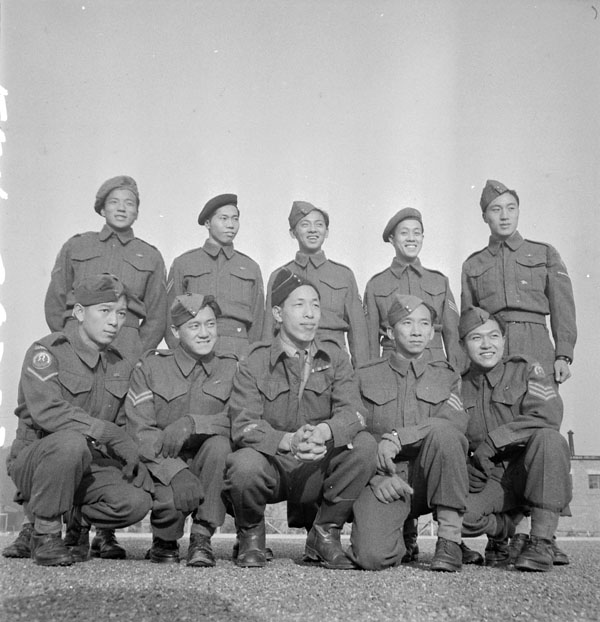
1945년 영국 동남아시아 사령부에 복무하기 위해 모집된 중국계 캐나다인들

전쟁 전, 중국계 캐나다인들은 종종 캐나다와 캐나다의 이민 시스템에서 차별을 경험했다. 그럼에도 불구하고, 중국계 캐나다인들의 전쟁 노력에 대한 기여는 전쟁 후 캐나다에서 동등한 대우를 요구하는 근거가 되었다. 처음에는 입대를 만류했지만, 홍콩에서의 일본 승리는 영국 정부로부터 중국계 캐나다인, 특히 영어 구사가 가능하고 게릴라전에 도움이 될 수 있는 중국계 캐나다인들의 입대를 다시 요구하게 했다. 중국계 캐나다인들은 캐나다군에서 싸웠고 지역사회는 전쟁 노력을 위한 자금을 모았다. 밴쿠버의 중국계 캐나다인들은 승리 대출 캠페인에 다른 어떤 그룹보다 1인당 더 많은 기여를 했다. 중국계 캐나다인들은 적십자와 같은 다양한 봉사 단체에 가입했다. 많은 젊은 남성들이 해외 복무를 자원했고, 다른 이들은 연구 및 전쟁 산업에서 일했다. 전쟁 참여는 역사적으로 겪었던 인종차별적인 대우 때문에 중국계 캐나다인 공동체 내에서 다소 논란이 많았다. 그러나 1944년까지 전쟁 노력에 대한 참여는 중국계 캐나다인들의 권리에 대한 인정을 증대시키기 위한 청원의 근거가 되었다.
약 160,000명의 프랑스계 캐나다 군인들이 해외에서 복무했는데, 이는 전체 캐나다 군인의 20%를 차지했다. 이들 병력의 대부분은 Les Fusiliers Mont-Royal, Le Régiment de Maisonneuve, Le Régiment de la Chaudière, 그리고 Royal 22e Régiment와 같은 프랑스어 보병 부대에서 복무했다. 그러나 킹의 정치적 책략에도 불구하고 프랑스계 캐나다인들은 여전히 캐나다인으로서 차별을 경험했다. 많은 영국계 캐나다인들은 제1차 세계 대전과 동일한 정서를 그들에게 가지고 있었다. 프랑스계 캐나다인들의 많은 수가 군대에 입대했음에도 불구하고, 제2차 세계 대전에 대한 캐나다 징병제 시행 여부를 결정하기 위해 1942년 4월 27일 실시된 국민투표는 퀘벡과 다른 프랑스어 사용 선거구가 반대하는 반면, 영국어 사용 공동체는 징병제에 압도적으로 찬성하는 것으로 나타났다. 징병제 찬성 빌 80의 통과와 분열은 캐나다의 영국계 캐나다인과 프랑스계 캐나다인 간의 관계를 악화시켰다. 대부분의 프랑스계 캐나다인들이 징병제에 반대했지만, 가톨릭 교회는 궁극적으로 전쟁 노력에 참여하도록 권장했다. 이는 전쟁 초기에 자원봉사주의를 촉진하고 프랑스계 캐나다인들 사이에 일부 분열을 일으켰다.

#### 제조 품목

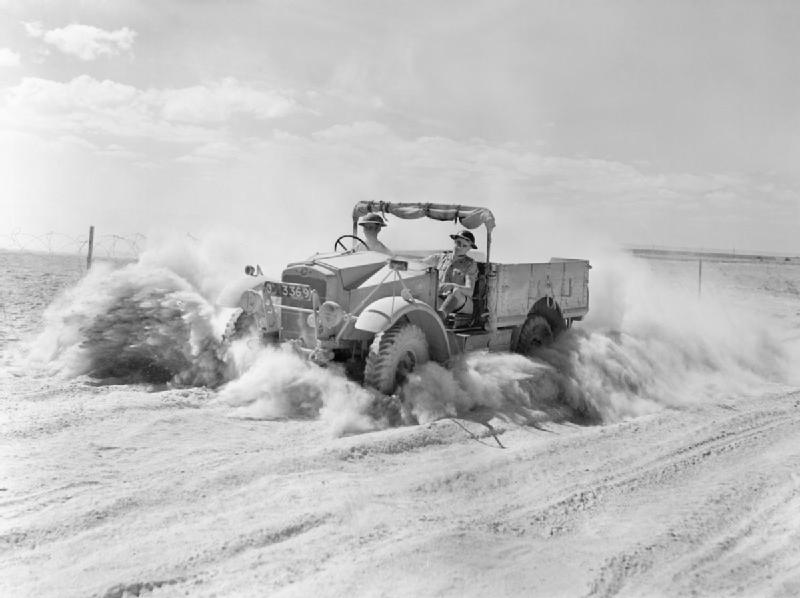
1940년 11월 북아프리카 사막 도로를 빠른 속도로 달리는 영국 육군 CMP 트럭. 대부분의 CMP 트럭은 전쟁 중 캐나다에서 생산되었다.

제2차 세계 대전이 시작될 때 캐나다에는 자동차 제조업 외에 광범위한 제조업이 없었다. 그러나 전쟁이 끝날 무렵 캐나다의 전시 자동차 생산량은 캐나다, 미국, 영국의 총 생산량의 20%를 차지했다.:167 이 나라는 1920년대에 세계 주요 자동차 제조업체 중 하나가 되었는데, 이는 온타리오에 미국 자동차 제조업체의 지점이 있었기 때문이다. 1938년, 캐나다의 자동차 산업은 승용차 및 트럭 생산량에서 세계 4위를 차지했지만, 생산 능력의 상당 부분이 대공황으로 인해 유휴 상태였다. 전쟁 중에는 이 산업이 잘 활용되어 모든 종류의 전쟁 물자를 생산했으며, 특히 바퀴 달린 차량을 많이 생산하여 캐나다는 전쟁 중 미국에 이어 세계 2위의 생산국이 되었다. 캐나다의 약 800,000대의 트럭 및 바퀴 달린 차량 생산량은 예를 들어, 독일, 이탈리아, 일본의 총 트럭 생산량을 합친 것보다 많았다. 경쟁사인 포드와 제너럴 모터스 캐나다는 엔지니어링 설계 팀을 합쳐 대량 생산에 적합한 표준화된 차량 시리즈인 캐나다군 표준 트럭 (CMP) 트럭을 생산했으며, 이는 영연방 전역에서 사용되었다. 약 410,000대가 생산된 CMP 트럭은 캐나다 전체 트럭 생산량의 대부분을 차지했으며, 영국 육군 수송 요구 사항의 약 절반은 캐나다 제조업체에서 공급되었다. 영국의 공식 제2차 세계 대전의 역사는 CMP 트럭 계열을 포함한 소프트 스킨 트럭 생산이 연합군 승리에 캐나다의 가장 중요한 기여였다고 주장한다.

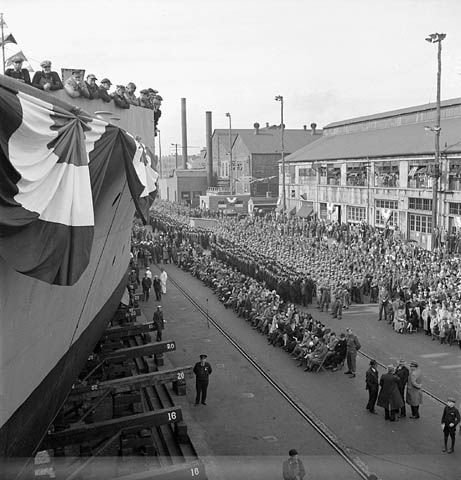
1944년 승리 채권 모금 운동을 위해 캐나다에서 건조된 1,000번째 선박 진수 기념 행사.

캐나다는 또한 자체 램 전차를 생산했다. 전투용으로는 부적합했지만, 많은 수가 훈련용으로 사용되었고, 제1캐나다기갑수송연대는 북서유럽에서 개조된 램 전차를 장갑차량 수송기로 사용했다. 또한 캐나다에서 건조된 밸런타인 전차 1,390대가 소련으로 선적되었다. 아브로 랭커스터 및 드 하빌랜드 모스키토 폭격기를 포함하여 약 14,000대의 항공기가 캐나다에서 건조되었다. 또한 1944년 말까지 캐나다 조선소는 구축함, 프리깃, 코르벳과 같은 해군 함정과 약 345척의 상선을 진수했다.
벨기에, 체코슬로바키아, 네덜란드, 노르웨이, 폴란드 등 망명 정부의 모집 임무단은 캐나다에 별도의 주재 기관을 설립하고 최근 이민자들을 자국 군대에 모집하려고 시도했으며, 1941년 중반에 절정에 달했다.

### 재향군인 수비대
영국 본토 방위군과 마찬가지로 캐나다 재향군인 수비대는 제2차 세계 대전 초기에 캐나다 본토에 대한 공격에 대비한 방위군으로 처음 결성되었다. 주로 제1차 세계 대전 참전 용사들로 구성되었으며, 최고조에 달했을 때 37개의 현역 및 예비 중대와 451명의 장교 및 9,806명의 기타 사병을 포함했다. 전쟁 기간 동안 17,000명 이상의 재향군인들이 이 부대에서 복무했다. 현역 중대는 캐나다뿐만 아니라 해외에서도 풀타임으로 복무했는데, 여기에는 런던의 캐나다 군사 본부에 소속된 일반 임무 중대, 바하마의 제33 중대, 영국령 기아나와 뉴펀들랜드의 제34 중대, 그리고 인도에 파견된 소규모 그룹이 포함되었다. 재향군인 수비대는 1942년 보우먼빌 전투로 알려진 3일간의 포로 봉기에 연루되었다. 본토 방위 역할 외에도 재향군인 수비대는 캐나다 교도대에서 포로 수용소 경비 책임을 인수하여 젊은 캐나다인들이 해외 복무를 위해 풀려나는 데 도움을 주었다. 이 수비대는 1947년에 해체되었다.

### 예술과 문화
대규모 사상자와 제1차 세계 대전과의 근접성은 제2차 세계 대전이 국내 문화 생산에 미친 영향을 증폭시켰다. 캐나다 예술가 단체들의 압력에 따라 정부는 1942년 말 캐나다 전쟁 기록 형태로 예술가들을 위한 새로운 지원을 구축했다. 사진은 특권적인 매체였으며, 전쟁 말기에는 공식 전쟁 예술가들에게 당국이 카메라를 제공하기도 했다. 전쟁 예술가들은 또한 병사들을 풍요롭게 하기 위한 과정을 개발했으며, 전쟁 예술의 공식 전시회와 공모전이 조직되었다. 원주민 문화와 전쟁 노력에 대한 기여는 대체로 지워졌으며, 캐나다 왕립 공군 및 해군의 모집 지침은 지원자가 백인이어야 한다고 요구했다. 주목할 만한 한 가지 예외는 헨리 램의 초상화 "캐나다 왕립 포병대의 레드스킨" (1942)이었다. 1999년에 이 병사가 확인되었고 작품은 "기병 로이드 조지 모어, RCA"로 이름이 변경되었다.

### 1944년 징병 위기

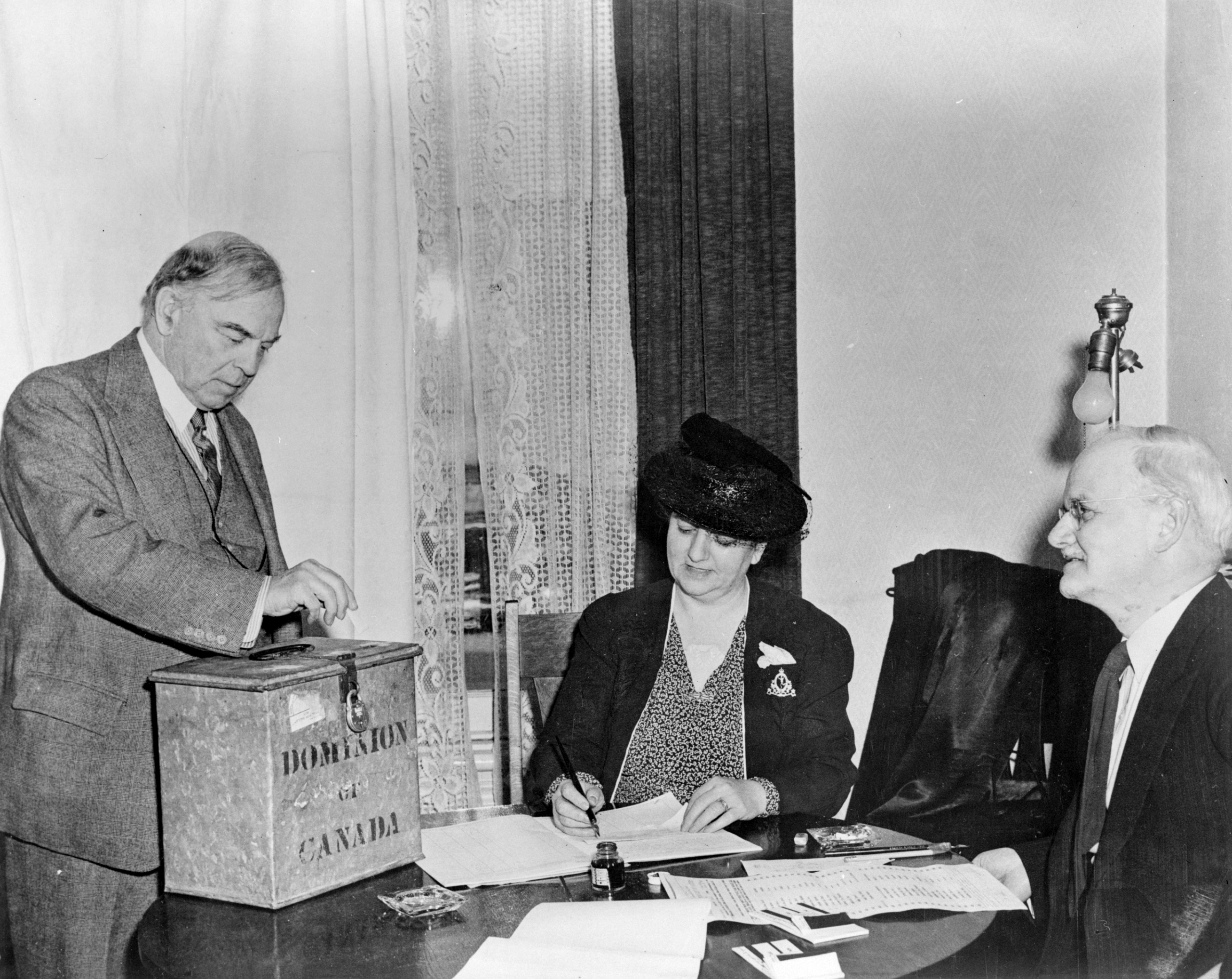
해외 군 복무 징병 도입 국민투표에서 투표하는 매켄지 킹. 1942년 국민투표는 65퍼센트 이상으로 통과되었지만, 징집은 1944년 11월까지 부과되지 않았다.

매켄지 킹의 정치적 기민함과 퀘벡 자원병에 대한 훨씬 더 큰 군사적 민감성이 결합되어 징병 위기는 제1차 세계 대전 때보다 미미했다. 프랑스계 캐나다 자원병들은 전쟁 내내 자체 부대에서 최전선에 있었으며, 디에프 (Les Fusiliers Mont-Royal), 이탈리아 (Royal 22e Régiment), 노르망디 해변 (Le Régiment de la Chaudière), 네덜란드 진격 (Le Régiment de Maisonneuve), 그리고 독일에 대한 폭격 작전 (제425 캐나다 왕립 공군 비행대대)에서의 활약이 돋보였다.

## 역사서술과 기억
캐나다는 전쟁 중 영국에 주둔한 캐나다 군사 본부에 훈련된 역사가들을 배치했고, 공식 육군 역사부 역사가들의 글뿐만 아니라 예술과 훈련된 화가들의 작품으로도 분쟁의 연대기에 많은 관심을 기울였다. 캐나다 육군 공식 역사는 전쟁 후 착수되었고, 1948년에 임시 초안이 출판되었으며 1950년대에 세 권의 책이 출판되었다. 이는 제1차 세계 대전 공식 역사와 비교되는 점인데, 제1차 세계 대전 공식 역사는 1939년까지 한 권만 완성되었고, 전체 텍스트는 40년 후에 저자가 바뀐 후에야 출판되었다. 제2차 세계 대전 캐나다 왕립 공군과 캐나다 왕립 해군의 공식 역사도 오랜 시간이 걸렸으며, 찰스 페리 스테이시 (육군 역사의 주요 기여자 중 한 명)의 저서 『무기, 병력, 정부』는 1980년대에 캐나다 정부의 전쟁 정책에 대한 "공식" 역사로 출판되었다. 홍콩과 디에프와 같은 일부 전투에서 캐나다군의 성과는 여전히 논란의 여지가 있으며, 다양한 관점에서 이들에 대한 다양한 책이 쓰여졌다. 주요 학자들, 특히 학자인 테리 콥과 전직 군인인 데니스 휘태커는 제2차 세계 대전 이후에 등장했다.

## 어두운 장
캐나다 장교가 독일군 포로들이 다른 독일군 포로를 처형하도록 허용한 결정은 1969년 이탈리아-유고슬라비아 영화 『평화의 다섯 번째 날』의 주제가 되었다.

## 같이 보기
| 제복을 입은 서비스 - 캐나다 왕립 해군의 역사#제2차 세계 대전 - 캐나다 육군의 역사#제2차 세계 대전 - 캐나다 왕립 공군의 역사#제2차 세계 대전 - 캐나다 상선대 | 영연방 - 제2차 세계 대전 기간 영연방의 군사사 - 제2차 세계 대전 기간 영국의 군사사 | 지도자 - 앤드루 맥노튼 원수 - 로이드 새뮤얼 브래드너 공군참모총장 - 제임스 랠스턴 국방부 장관 - 해리 크레러 원수 | 기타 - 캐나다 외교 정책의 역사 - 캐나다 파이프 지뢰 - 캔론 - 제2차 세계 대전 기간 캐나다 육군 소총 분대의 조직 - 제2차 세계 대전 캐나다 왕립 해군 함선 목록 - 제2차 세계 대전 기간 군사 생산 |

- 이중 위협: 캐나다 유대인, 군대, 그리고 제2차 세계 대전 (도서)

## 내용주
1. ↑  뉴펀들랜드 자치령은 캐나다 연방에 1949년에야 합류했다 (제2차 세계 대전이 끝난 지 몇 년 후). 1907년부터 1949년까지 뉴펀들랜드는 공식적으로 대영 제국 내에서 자치적인 자치령이었다. 그러나 1934년부터 1949년까지 뉴펀들랜드는 뉴펀들랜드 국회가 1934년에 헌법을 중단하기로 투표한 후 영국에서 직접 통치되었기 때문에 이름만 자치령이었다.

## 참고 자료

### 공식 역사
- Stacey, C P. (1948) The Canadian Army, 1939–1945 : An Official Historical Summary 보관됨 31 5월 2012 - 웨이백 머신 King's Printer, Ottawa (Downloadable PDF)
- Stacey, C P. (1970) Arms, Men and Governments: The War Policies of Canada, 1939–1945 보관됨 5 8월 2014 - 웨이백 머신 Queen's Printer, Ottawa (Downloadable PDF) ISBN D2-5569
- Stacey, C P. (1955) Official History of the Canadian Army in the Second World War, Vol I Six Years of War 보관됨 1 4월 2019 - 웨이백 머신, Queen's Printer, Ottawa (Downloadable PDF)
- Nicholson, G.W.L. (1956) Official history of the Canadian Army in   the Second World War, Vol II The Canadians in Italy 보관됨 31 5월 2012 - 웨이백 머신, Queen's Printer, Ottawa (Downloadable PDF)
- Stacey, C P. (1960) Official History of the Canadian Army in the Second World War, Vol III The Victory Campaign: The Operations in Northwest Europe, 1944–45 보관됨 14 7월 2009 - 웨이백 머신, Queen's Printer, Ottawa (Downloadable PDF)
- Feasby, W.R. (1956) Official History of the Canadian Medical Services, 1939–1945, Vol 1 Organization and Campaigns 보관됨 12 7월 2018 - 웨이백 머신 Queen's Printer, Ottawa (Downloadable PDF)
- McAndrew, Bill; Bill Rawling, Michael Whitby (1995) Liberation: The Canadians in Europe 보관됨 12 7월 2018 - 웨이백 머신 Art Global (Downloadable PDF) ISBN 2-920718-59-2

### 추가 독서
- Biskupski, M. B. (1999). Canada and the Creation of a Polish Army, 1914-1918. The Polish Review, 44(3), 339–380.
- Bryce, Robert Broughton (2005). 《Canada and the cost of World War II》. McGill-Queen's University Press. ISBN 978-0-7735-2938-0.
- Campbell, John Robinson (1984). 《James Layton Ralston and manpower for the Canadian army》 (학위논문). Wilfrid Laurier University.
- Chartrand, René; Ronald Volstad (2001). 《Canadian Forces in World War II》. Osprey Publishing. ISBN 1-84176-302-0.
- Ciment, James D. and Thaddeus Russell, eds. The Home Front Encyclopedia: United States, Britain, and Canada in World Wars I and II (ABC-CLIO, 2006)
- Cook, Tim. Warlords: Borden, Mackenzie King and Canada's World Wars (2012) 472pp online
- Copp, J. T; Richard Nielsen (1995). 《No price too high: Canadians and the Second World War》. McGraw-Hill Ryerson. ISBN 0-07-552713-8.
- Cuff, Robert D., and Jack Lawrence Granatstein. Ties that Bind: Canadian-American Relations in Wartime, from the Great War to the Cold War (1977).
- Granatstein, J.L. Canada's War: The Politics of the Mackenzie King Government, 1939-1945 (2nd ed. 1990)
- Hadley, Michael L (1990). 《U-Boats Against Canada: German Submarines in Canadian Waters》. Mcgill Canada. ISBN 0-7735-0801-5.
- Goddard, Lance (2004). 《D-Day : Juno Beach, Canada's 24 Hours of Destiny》. Dundurn Press. ISBN 1-55002-492-2.
- Johnston, Mac (2008). 《Corvettes Canada: Convoy Veterans of WWII Tell Their True Stories》. Wiley. ISBN 978-0-470-15429-8.
- Littlewood, David. "Conscription in Britain, New Zealand, Australia and Canada during the Second World War." History Compass 18.4 (2020): e12611. online
- Morton, Desmond (1999). 《A military history of Canada》 4판. Toronto: McClelland and Stewart. ISBN 0-7710-6514-0.
- 스테이시, C. P. Arms, Men and Governments: The War Policies of Canada 1939–1945 (1970), 제2차 세계 대전 정책에 대한 표준 학술 역사; 온라인 무료
- Zuehlke, Mark (2005). 《Juno Beach: Canada's D-Day Victory – June 6, 1944》. Douglas & McIntyre. ISBN 1-55365-050-6.

### 역사서술
- Douglas, W. A. B., and B. Greenhous. “Canada and the Second World War: The State of Clio’s Art.” Military Affairs 42#1 (1978), pp. 24–28, 온라인
- Cook, Tim. Clio's Warriors: Canadian Historians and the Writing of the World Wars (UBC Press, 2011).
- Granatstein, J. L."'What is to be Done?' The Future of Canadian Second World War History" Canadian Military Journal (2011) 11#2. 온라인